# Iranisches Atomprogramm

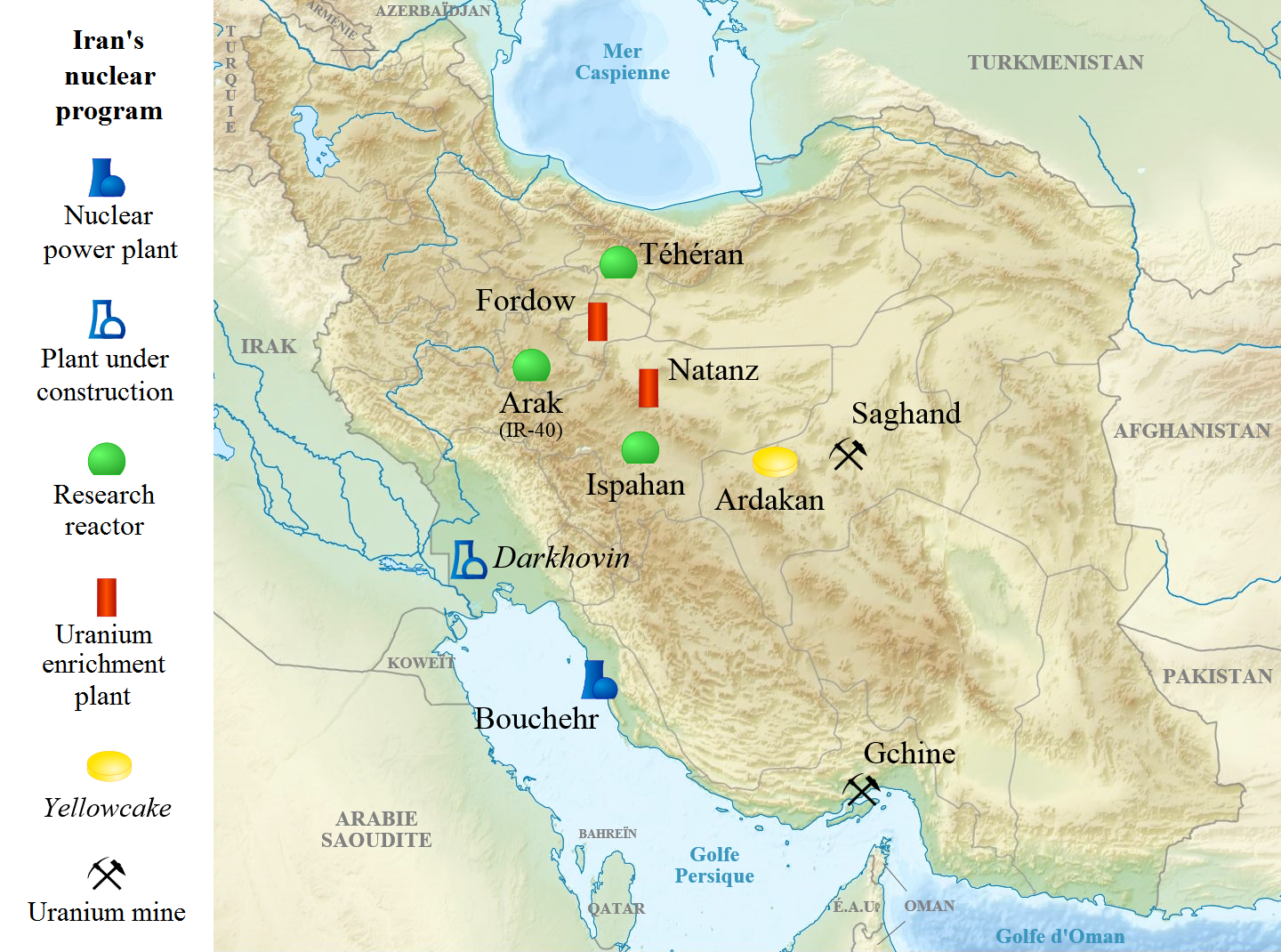
Iranisches Atomprogramm

Das iranische Atomprogramm umfasst nach offizieller Verlautbarung die Bemühungen, die Energieversorgung des Landes Iran um die Nutzung der Kernenergie zu ergänzen. Diese Bemühungen wurden bereits im Jahre 1959 aufgenommen. Durch die Islamische Revolution und den Ersten Golfkrieg wurden die Arbeiten unterbrochen. Am 21. August 2010 wurde das Kernkraftwerk Buschehr offiziell von der iranischen Führung eröffnet; die Internationale Atomenergieorganisation (IAEO bzw. englisch IAEA für International Atomic Energy Agency) nennt den 20. Juli 2011 als Beginn der kommerziellen Stromerzeugung.
Die Regierung von Iran stand jedoch im Verdacht, auch die Entwicklung von Atomwaffen zu betreiben. Nach US-Angaben betrieb Iran bis in die späten 1970er Jahre – bis zum Ende der Regierung unter Schah Mohammad Reza Pahlavi – ein entsprechendes Atomprogramm. Abdul Kadir Khan, ein Entwickler des pakistanischen Atomwaffenprogramms, gab 2004 zu, noch in den späten 1980er Jahren Pläne für Gaszentrifugen an Iran verkauft zu haben. Von Seiten der Regierung wurde die Entwicklung von Atomwaffen bestritten, das Atomprogramm werde lediglich friedlich genutzt. Für eine Atombombe ist ein Anreicherungsgrad von mindestens 85 Prozent notwendig, ein Anreicherungsgrad von 20 Prozent wird für die Produktion medizinischer Isotope zur Krebsbehandlung benötigt. Der erste Aufruf zur Atomwaffenentwicklung kam 1988 von Rafsandschani.
Es wurde wiederholt behauptet, das Staatsoberhaupt der Islamischen Republik Iran, Ali Chamenei, habe in einem religiösen Rechtsgutachten (Fatwa) Massenvernichtungswaffen als unvereinbar mit dem Islam verboten. Die Existenz einer solchen angeblichen Fatwa ließ sich bis heute weder bestätigen, noch ist ihr Wortlaut oder die Form ihrer Verlautbarung auch nur ungefähr bekannt. Eine Vernichtung Israels wird häufig als eines der strategischen Ziele hinter den nuklearen Ambitionen Irans beschrieben, da sowohl Chamenei als auch sein Vorgänger Ruhollah Chomeini wie auch mehrere iranische Präsidenten indirekt oder direkt eine Vernichtung Israels angekündigt oder als Ziel ausgerufen hatten und Iran durch Waffenlieferungen an und Finanzierung von Hamas, Hisbollah und Huthis Israel bekämpfen lässt.

## Geschichte
Im Boden Irans liegen die weltweit zweitgrößten Vorkommen an fossilen Energiequellen (Erdöl und Erdgas zusammengenommen). Der damalige Schah Mohammad Reza Pahlavi dachte gleichwohl bereits in den 1960er Jahren über deren Begrenztheit nach und kam zu dem Schluss, Erdöl sei zu kostbar, um es zur Energiegewinnung zu verbrennen. In seiner Neujahrsansprache vom 21. März 1974 erklärte der Schah:

„Wir werden so rasch wie möglich die Atomenergie und alternative Energiequellen nutzen, um Öl für die Herstellung chemischer und petrochemischer Produkte zu reservieren. Wir sollten Öl, diese kostbare Substanz, nicht einfach als gewöhnlichen Brennstoff verwenden.“

Die staatliche Planungsbehörde ging in ihrer von 1972 bis 1992 reichenden Langfristplanung von einer weltweiten Energieknappheit aus, für die sie die Energiepolitik der westlichen Industriestaaten verantwortlich machte, deren wirtschaftliche Entwicklung nahezu vollständig von billigen fossilen Brennstoffen abhing. In Iran wollte man den Anteil der durch das Verbrennen von Öl gewonnenen Energie signifikant zu Gunsten von Kernenergie, Gas und Wasserkraft reduzieren. Nach dieser Planung sollte 1992 die Kernenergie 15,5 % des gesamten Energieverbrauchs im Land decken.

### Anfänge

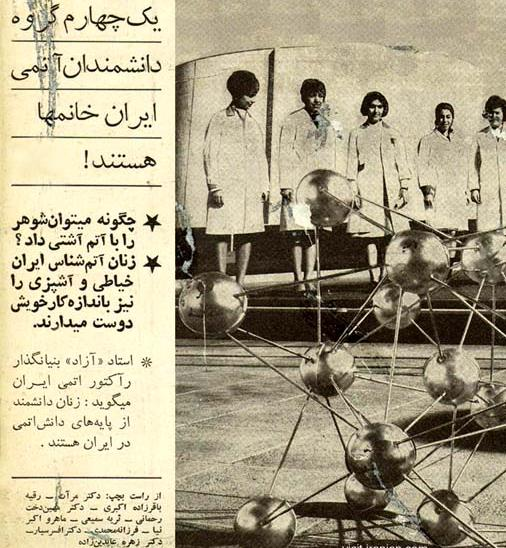
Zeitungsausschnitt von 1968 mit der Schlagzeile: „25 % der iranischen Atomwissenschaftler sind Frauen“

Der Grundstein des iranischen Atomprogramms wurde mit US-amerikanischer Hilfe gelegt. 1959 überbrachte US-Präsident Dwight D. Eisenhower der Universität Teheran im Rahmen des Atoms-for-Peace-Programms einen Forschungsreaktor als Geschenk. 1967 wurde aus den USA ein weiterer Forschungsreaktor (Leichtwasserreaktor) mit einer Leistung von 5 Megawatt geliefert und im Tehran Nuclear Research Center (TNRC) in Betrieb genommen. Am 1. Juli 1968 unterzeichnete Iran den Atomwaffensperrvertrag, der nach der Hinterlegung der Ratifizierung bei den Signatarstaaten am 5. März 1970 für Iran in Kraft trat. Signatarstaaten dürfen Kernenergie dem Vertrag zufolge ausschließlich für zivile Zwecke einsetzen. Jede militärische Nutzung ist untersagt und mit Sanktionen bedroht. 1974 wurde die Iranische Atomenergieorganisation (AEOI) unter der Leitung von Akbar Etemad gegründet.
Akbar Etemad – geboren 1931 in Hamedan – studierte in den 1950er/1960er Jahren in Lausanne und Paris, promovierte 1963 und wurde Chef der Forschungsgruppe Nuclear Reactor Shielding, im Institut für Nukleare Abschirmung am Eidgenössischen Institut für Reaktorforschung in Würenlingen/CH. Sein Spezialgebiet war die Neutronenphysik. 1965 kehrte Akbar Etemad zurück in seine Heimat. Er nahm als Leiter der Forschungsgruppe für Nuklearenergie einen Forschungsreaktor von 5 Megawatt in Betrieb.
1967 wurde er zum Vizeminister im Ministerium für Forschung und Wissenschaft ernannt. Etemad initiierte zwei neue Universitäten: eine offene Universität und das Avicenna Institut in Hamedan. Akbar Etemad sollte die Avicenna-Universität leiten. In diesem Moment wurde Etemad vom Schah berufen, das iranische Atomprogramm zu leiten. Akbar Etemad erbat sich eine Bedenkzeit von zwei Wochen und verfasste ein Memorandum, in welchem er festlegte, unter welchen Vorgaben er diese Aufgabe übernehmen würde. Der Organisation müsse absolute Unabhängigkeit von der Regierung gewährt werden.
Ein Atomprogramm könne nicht diktiert werden, es brauche ein pragmatisches Vorgehen, das nötige Geld, die nötige Infrastruktur und Zeit für die Forschung. Es brauche des Weiteren gute politische Verhältnisse mit anderen Atomstaaten und stabile Verhältnisse im Land. Das Papier von 16 Seiten wurde vom Schah akzeptiert. Akbar Etemad bekam in der Folge freie Hand. Er begründete 1974 die Iranische Atomenergieorganisation (AEOI) und wurde deren erster Präsident. Innerhalb von einem halben Jahr hatte er ein Team von rund 100 Leuten für die Organisation beisammen und konnte mit der Planung beginnen. Im zweiten Schritt wurden der Forschungsreaktor und die Laboratorien von der Universität in die neue Organisation überführt.
Der Bau von kerntechnischen Anlagen erforderte Bedingungen, die in Iran nicht leicht zu erfüllen waren. Die Reaktoren benötigen erhebliche Mengen Wasser, sie müssen an ein Transportsystem angebunden sein, auch für schwere Geräte, und sie müssen mit dem Stromnetz des Landes verbunden werden, doch möglichst weit weg von dicht besiedelten Gebiet liegen. Darüber hinaus sollte es in dem Gebiet keine Erdbeben geben (zur Erdbebengefahr siehe Iranische Platte).
Erste Analysen ergaben, dass es nicht mehr als zehn Orte zum Bau einer Atomanlage in Iran gibt. Man begann an drei Orten mit den Vorbereitungen zum Bau von Atomanlagen: Buschehr am Persischen Golf, Darkhovin am Karun und in einem Gebiet in der Nähe des Zayandeh Rud südwestlich von Isfahan.
1975 unterzeichnete der amerikanische Außenminister Henry Kissinger das National Security Decision Memorandum 292 zur amerikanisch-iranischen Zusammenarbeit auf dem Gebiet der Nukleartechnologie. Es sah den Verkauf von Nukleartechnik im Wert von über sechs Milliarden US-Dollar an Iran vor. Bis in die 1970er Jahre wurden zwischen den USA und Iran diesbezüglich mehrere Abkommen getroffen. 1976 wurde Iran angeboten, eine Anlage zur Extraktion von Plutonium von den USA zu kaufen und zu betreiben. Die Vereinbarung bezog sich auf einen kompletten Nuklearkreislauf. Im Oktober 1976 wurde dieses Angebot von Präsident Gerald Ford zurückgezogen. Da die Verhandlungen mit den USA nicht zum Abschluss gebracht werden konnten, kamen deutsche und französische Unternehmen zum Zuge. Die deutsche Bundesregierung unter Helmut Schmidt unterstützte westdeutsche Unternehmen dabei, Atomreaktoren nach Iran zu verkaufen.
Um die Versorgung der iranischen Reaktoren mit angereichertem Uran sicherzustellen, ging 1975 als Ergebnis von französisch-iranischen Verhandlungen der zehnprozentige schwedische Anteil an Eurodif, einem europäischen Unternehmen für Urananreicherung, an Iran über. Es wurde die „Sofidif“ (Société franco-iranienne pour l’enrichissement de l’uranium par diffusion gazeuse) gegründet, welche zu 25 % an Eurodif beteiligt wurde und damit Iran seinen zehnprozentigen Anteil an Eurodif ermöglichte. Bereits 1974 hatte Iran die Zahlung von einer Milliarde US-Dollar für den Bau der Anreicherungsanlage zur Verfügung gestellt (die Zusage wurde 1977 – nach dem Anstieg der Baukosten – um weitere 180 Millionen US-Dollar erhöht) und sich damit das Vorkaufsrecht für 10 % der späteren Produktion gesichert. Nach der Islamischen Revolution 1979 stellte Iran seine Zahlungen ein. 1991 wurde mit der französischen Regierung eine Einigung über die Rückzahlung der geleisteten Anzahlung und die Aufhebung der iranischen Rechte auf Lieferung angereicherten Urans erreicht: Frankreich erstattete der Islamischen Republik Iran 1,6 Milliarden US-Dollar, im Gegenzug verzichtete Iran auf jegliche Lieferung angereicherten Urans.
Neben den Kooperationsabkommen mit der Bundesrepublik Deutschland (1976) und Frankreich (1977) erwarb Iran 1976 Anteile an einer neu entdeckten Uranmine in Südwestafrika, heute Namibia, die von der britischen Rio Tinto Group und der deutschen Urangesellschaft betrieben wird. An der Urangesellschaft sind heute die französische Cogema, die E.ON, die STEAG und die EnBW beteiligt.

### Erste Kernkraftwerke
Trotz des US-amerikanischen und französischen Engagements waren es westdeutsche Unternehmen, die 1974 einen Vertrag über den Bau des ersten iranischen Atomkraftwerks nahe der Stadt Buschehr abschlossen. Die deutsche Kraftwerk-Union AG, die den Reaktor bauen sollte, hatte mit der Sowjetunion einen Vertrag geschlossen, der die Lieferung von angereichertem Uran nach Inbetriebnahme des Reaktors für die folgenden 10 Jahre sichern sollte. Um den Vertrag politisch zu unterstützen, schloss die Bundesregierung ein Abkommen über die Zusammenarbeit auf dem Gebiet der Kernenergie mit Iran, das am 4. Juli 1976 in Teheran unterzeichnet wurde. In einem geheimen Briefwechsel zu diesem Abkommen wurde vereinbart, dass die Bundesregierung Iran unter bestimmten Bedingungen mit Wiederaufarbeitungs- und Anreicherungstechnologie beliefern würde. 1977 begannen Verhandlungen Irans mit der KWU und der Bundesrepublik über zunächst zwei, später vier weitere Atomkraftwerke, die (Iran 5 bis Iran 8), von denen zwei in Isfahan und zwei in Saveh gebaut werden und 1983 in Betrieb gehen sollten. Aufgrund der sich bereits 1977 abzeichnenden Zahlungsschwierigkeiten Irans kamen diese vier Atomkraftwerke jedoch nicht über die Projektphase hinaus.
Die Arbeiten am Bau des Reaktors wurden jedoch durch die Islamische Revolution 1979 und den Ersten Golfkrieg unterbrochen. Der Bau eines ersten von zwei Kernkraftwerken in Darkhwin mit 935 Megawatt durch französische Unternehmen kam über Vorbereitungsarbeiten nicht hinaus.
Im Jahr 1984 begann die Islamische Republik Iran – Ruhollah Chomeini hatte bis dahin die Atomenergie für „unislamisch“ erklärt und sämtliche Forschungsarbeiten untersagt – mit der Inbetriebnahme eines neuen Forschungszentrums nahe Isfahan. Nach Beendigung des Iran-Irak-Krieges wurde verstärkt ab 1990 auch nach neuen ausländischen Partnern, u. a. China und Pakistan, gesucht. Am 21. Januar 1991 unterzeichnete Iran mit China einen Vertrag zum Bau eines weiteren kleinen 27-Kilowatt-Forschungsreaktors in Isfahan. Auch der Erwerb eines kleinen Calutron aus China soll vereinbart worden sein. 1995 unterzeichnete Iran einen Vertrag mit Russland über die Fertigstellung des Reaktors von Buschehr, die bis 2010 andauerte.

## Kerntechnische Einrichtungen

### Teheran
Der Tehran Research Reactor mit einer Leistung von 5 MW wurde 1967 mit Hilfe der Vereinigten Staaten errichtet. Er war auf den Betrieb mit Brennelementen ausgelegt, deren Füllung aus auf 93 % 235U angereichertem Uran bestand. Die ersten Brennstäbe wurden von den USA bereitgestellt, die jedoch nach der islamischen Revolution sämtliche Lieferungen einstellten. Ab 1987 wurde mit Argentinien für die Lieferung von Brennelementen ein Vertrag ausgehandelt; dazu wurde der Reaktor für den Betrieb mit 20 % angereichertem Uran umgewandelt. Die Lieferung von 115,8 kg angereichertem Uran erfolgte 1993. Nachdem der Brennstoff für diesen Reaktor innerhalb eines Jahres ausgehen würde, kündigte am 7. Februar 2010 der Leiter der iranischen Atomenergiebehörde, Ali Akbar Salehi, an, in der Atomanlage Natanz den Brennstoff dafür anreichern zu wollen.

### Buschehr
Das Kernkraftwerk Buschehr befindet sich 17 Kilometer südlich der gleichnamigen Stadt am Persischen Golf. Es soll vor allem die landeinwärts gelegene Großstadt Schiraz mit Energie versorgen.
Schon 1974 schloss die westdeutsche Kraftwerk-Union AG, ein Joint Venture der Siemens AG und von AEG-Telefunken, einen Vertrag über den Bau im Umfang von vier bis sechs Milliarden US-Dollar ab. Mit dem Bau der zwei Reaktorkerne – der Baubeginn war am 1. Mai 1975 – war die ThyssenKrupp AG beauftragt. Die Bauarbeiten sollten ursprünglich bis 1982 abgeschlossen sein.
Im Januar 1979 wurde der Bau unterbrochen, nachdem im Verlauf der Islamischen Revolution die Wirtschaft des Landes praktisch zum Stillstand gekommen war. Im Juli zog sich die Kraftwerk-Union aus dem Projekt zurück, da sich Iran im Zahlungsrückstand befand. Das Unternehmen hatte bis dahin 2,5 Milliarden Dollar erhalten. Zu diesem Zeitpunkt war der eine Reaktor zu ca. 85 Prozent, der andere zu 50 Prozent fertiggestellt. Während des Ersten Golfkriegs wurden beide im Bau befindlichen Reaktorblöcke durch mehrere irakische Luftangriffe in den Jahren 1985 bis 1987 stark beschädigt.
1995 unterzeichnete Iran einen Vertrag mit Russland über die Fertigstellung des Reaktors von Buschehr. Die Verhandlungen hierzu begannen bereits 1990. Der Bau wird vom russischen Konzern Atomstroiexport durchgeführt, der dem Russischen Atomenergieministerium (Minatom) unterstellt ist. Die Anlage sollte ursprünglich im Laufe des Jahres 2005 in Betrieb gehen. Im Januar 2006 wurde seitens des russischen Konzerns angekündigt, die Arbeiten in Buschehr ungeachtet der Zuspitzungen im Atomstreit fortsetzen zu wollen. An dem Projekt sollen nach unterschiedlichen Angaben 3000 bis 3700 russische Techniker arbeiten. Bis Anfang Januar 2008 sollen von russischer Seite mehr als die Hälfte des benötigten Kernbrennstoffes zur Inbetriebnahme geliefert worden sein. Der Rest (38 t) sollte bis zum Ende des nächsten Monats geliefert werden. Ab dem 21. August 2010 wurde der Reaktor erstmals mit Brennstäben bestückt, bis zum 5. September 2010 war die Installation aller 163 Brennstäbe in den Reaktor vorgesehen. Die Installation der Brennelemente begann am 26. Oktober 2010. Am 25. Februar 2011 wurde bekannt, dass alle 163 Brennelemente wieder ausgebaut werden müssen. Am 4. September 2011 wurde das Kernkraftwerk Buschehr erstmals an das Stromnetz angeschlossen.
Ende Mai 2012 gab das staatliche Fernsehen bekannt, dass Iran den Bau von mindestens zwei neuen 1000-MW-Anlagen in der Nähe des bestehenden Kernkraftwerks Buschehr plane. Die neuen Atomkraftwerke befänden sich bereits in einem frühen Planungsstadium.

### Natanz

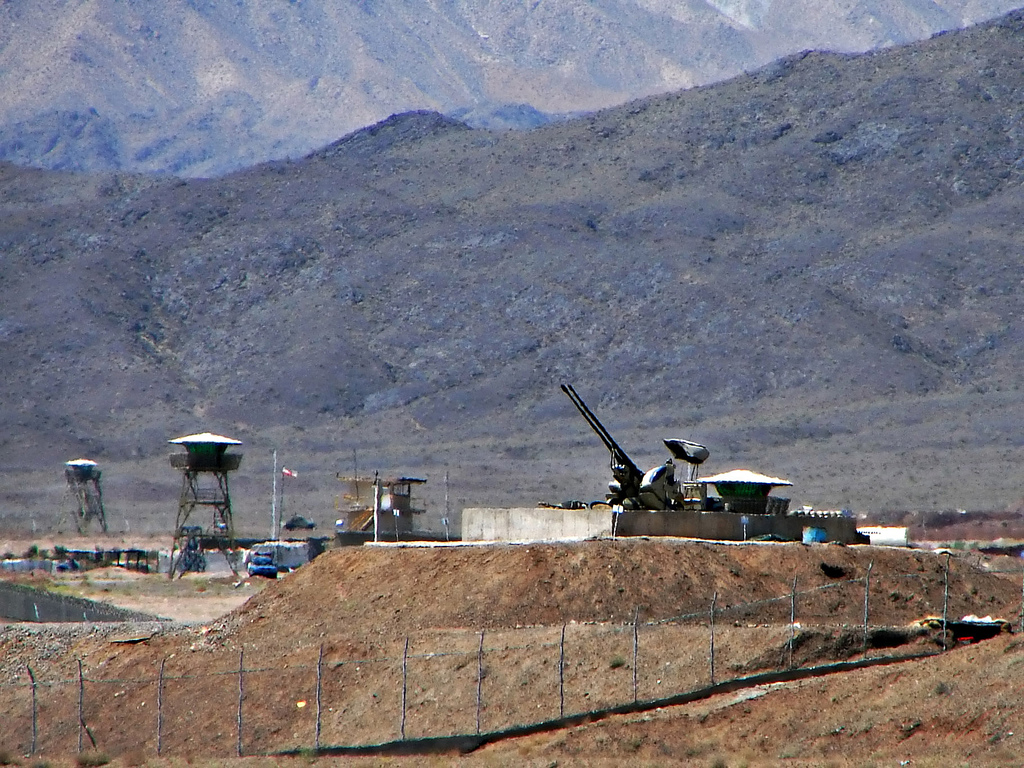
Flugabwehrstellung nahe Natanz (2006)

Die durch Flugabwehrsysteme geschützte unterirdische Anlage von Natanz liegt etwa 225 km südsüdöstlich von Teheran in der trockenen Landesmitte. Hier betrieb Iran ein Projekt zur Urananreicherung. Nach Angaben der IAEO hat sich Iran in den 1980er Jahren aus Pakistan Anleitungen zum Bau von Zentrifugen besorgt, mit denen das Uran bis zur Waffenfähigkeit angereichert werden kann. Daran beteiligt war u. a. der Ingenieur Abdul Kadir Khan, der für die Entwicklung des pakistanischen Atomwaffenprogramms und deren Weitergabe an andere Länder verantwortlich ist.
Die Anlage kann nach Informationen der Internationalen Atomenergieorganisation (IAEO) bis zu 50.000 Gaszentrifugen aufnehmen. Nach Angaben der IAEO vom 22. Februar 2007 waren dort 300 Zentrifugen in Betrieb, was zur Anreicherung im industriellen Maßstab bei weitem nicht ausreiche.
Iranischen Aussagen zufolge sollte Uran in Natanz nur bis zu einem Grad von 3,5 Prozent angereichert werden, was für Atomkraftwerks-Brennstoff reichen würde, nicht jedoch für eine militärische Nutzung. Für den Bau einer Atombombe ist typischerweise ein Anreicherungsgrad von über 85 Prozent notwendig.
2003 wurde ein vertraulicher IAEO-Bericht bekannt, in dem es hieß, dass man Proben aus waffentauglichem Uran, das aus Natanz stammt, gefunden habe. Iran machte damals kontaminierte, eingeführte Ausrüstungen dafür verantwortlich. Diese Darstellung wurde später durch unabhängige Untersuchungen bestätigt.
Am 9. April 2007 verkündete Präsident Mahmud Ahmadinedschad in der Anlage Natanz, dass Iran nun Uran im industriellen Maßstab anreichern könne. Im November 2009 hatte Iran 1800 kg auf 3,5 % angereichertes Uran hergestellt – von den 8000 installierten Zentrifugen befanden sich rund die Hälfte nicht in Betrieb. Am 9. Februar 2010 gab der Leiter der iranischen Atombehörde, Ali Akbar Salehi, bekannt, dass in Natanz mit der Produktion von auf 20 % angereichertem Uran begonnen worden sei. Nach eigenen Angaben benötigt Iran ca. 120 kg von diesem Material zum Betrieb eines Forschungsreaktors in Teheran. Nun sollen jeden Monat drei bis fünf Kilogramm auf 20 % angereichertes Uran produziert werden, der Tehran Research Reactor würde davon 1,5 kg benötigen.

### Fordo/Qom
Im September 2009 informierte Iran wenige Tage vor einem lange erwarteten Treffen zwischen Iran und den fünf ständigen Mitgliedern des UN-Sicherheitsrates sowie Deutschland die IAEO darüber, dass das Land an einer zweiten Anlage zur Urananreicherung baue. Der Atomanlage Fordo bei Qom wird wegen ihrer auf maximal 3000 Zentrifugen begrenzten Kapazität eine ausschließlich militärische Zweckbestimmung (Hochanreicherung) unterstellt. Am 25. Oktober 2009 besuchten vier Inspekteure der IAEO die Anlage.
Die Anlage in Fordo wurde Ende 2011/Anfang 2012 in Betrieb genommen. Bis November waren 16 Kaskaden installiert mit einer Gesamtzahl von 2784 Zentrifugen, stationiert in zwei Produktionshallen. In der UNIT 1 waren bis November 2012 acht Kaskaden installiert, aber noch nicht zur Bestückung vorbereitet. In UNIT 2 sind vier Kaskaden in Betrieb, vier weitere zur Bestückung vorbereitet. Bis November 2012 hatte Iran in Fordo 95,5 kg Uran auf 20 % angereichert. Die IAEO bestätigt die Angaben Irans. Die IAEO hat die Aufsicht über die Anlage in Fordo. Die in Fordo eingesetzten Zentrifugen, im Bericht der IAEO „IR-1“ genannt, sollen technisch überholt und störanfällig sein. Zwei modernere Typen sollen in einer Versuchsanlage laufen, drei weitere Typen, von denen die IAEO Kenntnis hat, sind noch nicht in der Erprobung. Iran bleibt damit bei der Urananreicherung unter seinen Möglichkeiten. Die Schließung der Anlage in Fordo ist eine der Forderungen der P5+1 (Gruppe der 5 permanenten Mitglieder des UN-Sicherheitsrats plus Deutschland) an Iran. Am 21. Januar 2013 soll es, nach Angaben von Reza Khalili (ein Pseudonym), in der Anlage zu einer schweren Explosion gekommen sein. Die IAEO erklärte am 30. Januar 2013, es habe keine Explosion in Fordo gegeben und bestätigte damit das iranische Dementi.

### Isfahan
Die Universitätsstadt Isfahan gilt als Zentrum der iranischen Kernforschung; dort befindet sich eine Anlage zur Produktion von Brennstäben. In den Anlagen von Isfahan kann Uran auch in das gasförmige Uranhexafluorid umgewandelt werden (Urankonversion) – ein notwendiger Ausgangsstoff für angereichertes Uran.
Nach Informationen von GlobalSecurity.org werden Gaszentrifugen zur Urananreicherung teils importiert, teils in einer Fabrik in Isfahan gebaut. Getestet werden sie demnach in der Kaladsche-Anlage in Ab-Ali, um sie abschließend in Natanz fertigzustellen.

### Arak

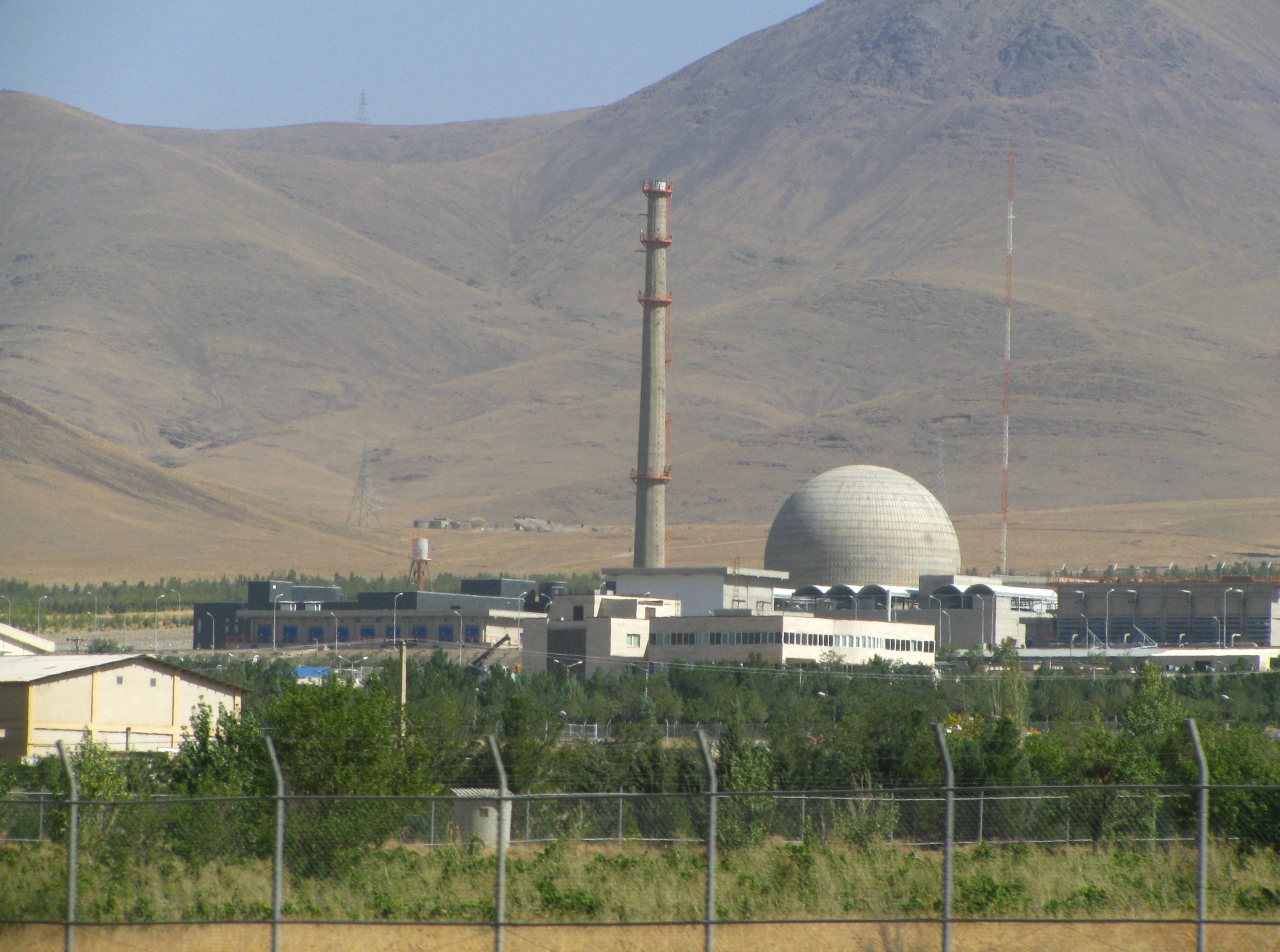
Reaktor IR-40, Teil der kerntechnischen Anlage in Arak

In der Nähe von Arak wird Schweres Wasser zur Moderation von Reaktoren hergestellt. Mit dem Bau der Anlage wurde nach offiziellen Angaben bereits 1996 begonnen. Ihre Existenz wurde im Dezember 2002 durch Satellitenaufnahmen bestätigt, die vom Institute for Science and International Security (ISIS) veröffentlicht wurden. Außerdem ist hier ein Schwerwasserreaktor in Bau, der IR-40. Konstruktionsdetails sind nicht bekannt, aber mit großer Wahrscheinlichkeit (wegen Einzelheiten dazu siehe IR-40) handelt es sich um einen Reaktor in Druckröhrenbauweise. Diese Bauweise ermöglicht grundsätzlich eine laufende Gewinnung von Waffenplutonium neben dem Normalbetrieb.

## Uranbergbau
Iran verfügt über eigene Uranvorkommen, z. B. bei Yazd, Anarak und in Gchine. Derzeit wird Uranerz in einem Bergwerk bei Saghand abgebaut.

### Erkundungsprogramm
Mitte der 1970er Jahre wurde in Iran ein Erkundungsprogramm gestartet, das etwa zwei Jahrzehnte andauerte. Die Prospektion wurde mit unterschiedlicher Intensität betrieben, das Atomenergieprogramm war ebenfalls eine Zeit lang gestoppt.
Zunächst wurde mit geophysikalischen Methoden sowie Feldstudien etwa ein Drittel (650.000 km²) der Fläche des iranischen Staatsgebietes prospektiert, die dabei gewonnenen Daten wurden durch die ausführenden Unternehmen sowohl digital als auch als geologische Kartierung zur Verfügung gestellt. AEOI und IAEO waren in diese Arbeiten eingebunden.
Auf der Grundlage der bei der Prospektion gewonnenen Daten wurden die aussichtsreichsten Gebiete in der Zentralregion genauer untersucht. Insgesamt wurden in den Lagerstätten Saghand 1 und 2 1367 Tonnen Uran nachgewiesen sowie in Bandar Abbas und in Talmesi etwa 200 Tonnen Uran vermutet. Die geschätzten Produktionskosten liegen zwischen 80 und 130 USD/kg Uranoxid (Yellowcake).

### Geologie
Die Uranlagerstätten in Iran gehören zu drei verschiedenen Lagerstättentypen:
1. Feldspat-Amphibol-Metasomatische Lagerstätten
2. Hydrothermal-Metasomatische Gangerz-Lagerstätten
3. Hydrothermal-Polymetallische Lagerstätten

Die ersten beiden entstammen der panafrikanischen Lagerstättenbildung, dazu gehören die Lagerstätten Saghand, Narigan, Sechahun und Zarigan. Die Vorkommen von Talmessi, Choschumi, Kale–Kafi und Arusan sind alpinen Ursprungs.

### Bergwerk Saghand
Das Bergwerk Saghand liegt etwa 185 km nordöstlich von Yasd. Die Vorerkundung war 1990 beendet und bis 1994 wurde die Lagerstätte detailliert untersucht. Die Gesamtlagerstätte ist in die Teillagerstätten Saghand 1 und 2 geteilt. Nachgewiesene Reserven wurden im Bericht zum 2003er Symposium mit 1,58 Millionen Tonnen Erz bei einem Urananteil von 533 ppm angegeben. Dies würde 842 Tonnen Uran entsprechen, was der Angabe aus dem 2002er Bericht mit 1367 Tonnen widerspricht.
Bis 1997 wurden Entwicklungs- und Machbarkeitsstudien für das Projekt Saghand durchgeführt. Im November 2004 wurde durch die IAEO festgestellt, dass die Tagesanlagen und die Infrastruktur praktisch fertiggestellt war und die Ausrichtung der Lagerstätte begonnen hat. Es wurde erwartet, dass Ende 2006 der Erzabbau startet. Die Jahresproduktion soll 50 Tonnen Yellowcake betragen.

## Weitere Anlagen
Die Militäranlage in Parchin gilt als möglicher Standort für Atomexperimente. In Teheran, Ramsar und Bonab werden Forschungsreaktoren betrieben. In der Anlage von Lavisan wurden mehrere Gebäude abgerissen und planiert, bevor sie von Inspektoren der IAEO begutachtet werden konnten. Die iranischen Behörden verweigerten Inspektoren der Internationalen Atomenergiebehörde die Entnahme von Bodenproben. Unter anderem in Anarak und Qom gibt es Lager für Nuklearabfälle.
1992 hatten Iran und China ein Abkommen über den Bau zweier 360-Megawatt-Reaktoren in der Nähe von Ahwas in der Provinz Chuzestan (in West-Iran) unterzeichnet. Mit dem Bau dieser Großkraftwerke wurde bis heute noch nicht begonnen, er ist in Planung, jedoch sind derzeit keine diesbezüglichen Einträge in der IAEO-Datenbank veröffentlicht. Bis 2017[veraltet] will Iran ein 360-MW-Atomkraftwerk (siehe Kernkraftwerk Darkhovin) in eigener Regie errichten. Der Beschluss dazu wurde Anfang 2005 gefasst. Nach dem Parlamentsbeschluss sollen weitere Atomkraftwerke mit einer Gesamtleistung von 20.000 MW gebaut werden.
Am 6. März 1990 wurde ein Vertrag über den Bau zweier WWER-440/213 zwischen Iran und der Sowjetunion unterzeichnet. Die Reaktoren sollten in Gorgan entstehen. Die geologischen Gegebenheiten waren jedoch für ein Kernkraftwerk ungeeignet.

## Zeitlinie der Kontroverse

### 2002–2004
Im Jahr 2002 wurde bekannt, dass die Islamische Republik Iran Atomanlagen unterhielt, die der IAEO verheimlicht worden waren, unter anderem in Natanz und Arak. Dabei spielten Geheimdienstkontakte des Journalisten Seymour Hersh, Aussagen iranischer Dissidenten sowie die militärische Aufklärung mittels Satellitenfotografie eine Rolle.
Am 18. Dezember 2003 hat Iran durch den Unterhändler Ali Akbar Salehi das Zusatzprotokoll zum Nichtverbreitungsvertrag unterzeichnet, ratifizierte es bislang aber nicht. Das 1997 von der IAEO beschlossene Zusatzprotokoll ergänzt den Vertrag über die Nichtverbreitung von Kernwaffen von 1968. Es gestattet z. B. unangemeldete Kontrollen durchzuführen, die auf Grund der Erfahrungen mit den Atomrüstungsplänen des Irak nach dem Zweiten Golfkrieg für notwendig erachtet wurden. Die Regierung in Teheran erlaubte zunächst Inspektionen der IAEO und stellte die Urananreicherung vorübergehend sogar ein.
Im März 2004 forderte die IAEO Teheran auf, bis Juni alle Pläne und Informationen seines Atomprogramms offenzulegen. Iran kam dieser Forderung in der folgenden Zeit jedoch nicht nach.
2007 tauchte die Meldung auf, die iranische Führung habe bereits 2003 mit einer umfangreichen „Roadmap“ versucht, Washington entgegenzukommen. Über den Schweizer Botschafter Tim Guldimann habe sie Washington eine Liste von Punkten übersandt, durch die sie angeblich einen Ausgleich erzielen wollte: Neben einer umfangreichen Kooperation im Krieg gegen den Terrorismus stellte Teheran die „volle Transparenz“ bei der Frage der Entwicklung von Massenvernichtungswaffen und die „vollständige Zusammenarbeit“ mit der IAEO in Aussicht, das sogenannte Schweizer Memorandum. Nach Michael Rubin könnte Guldimann das Memorandum ohne Einbeziehung der iranischen Führung verfasst haben.

### 2005

#### Richtungswechsel

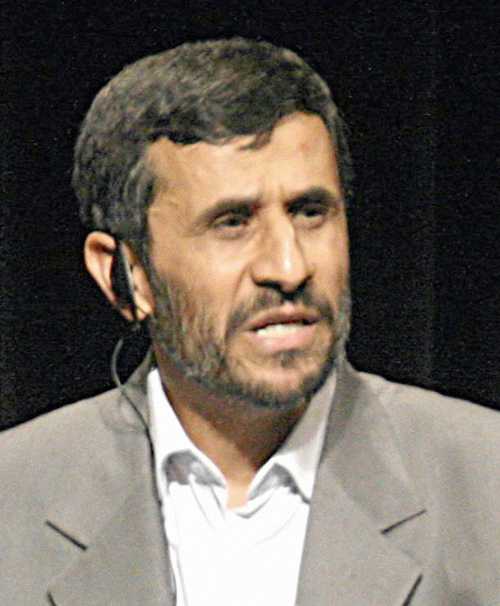
Mahmud Ahmadinedschad im September 2007

Mit der Wahl von Mahmud Ahmadinedschad am 3. August 2005 zum Präsidenten der Islamischen Republik Iran verschärfte sich der Konflikt um das iranische Atomprogramm. Der bisherige Chefunterhändler, Hassan Rohani, ein gemäßigter Reformer, wurde bereits am 18. August 2005 seines Postens enthoben und durch Ali Laridschani, einen Reformgegner, ersetzt. Zugleich erließ das Staatsoberhaupt Ali Chamene’i im August eine Fatwa, die Herstellung und Gebrauch von Atomwaffen verbietet, und gab sie der IAEO bekannt. Mitte Dezember 2005 billigte Präsident Ahmadinedschad ein Gesetz, dem zufolge das Land die internationale Kontrolle seiner Atomanlagen jederzeit aussetzen darf. Die Hardliner in der Teheraner Führung forderten zudem schon seit geraumer Zeit die gänzliche Aufkündigung des Atomwaffensperrvertrags.
Die Regierung Ahmadinedschad nannte die Position des Atomwaffensperrvertrags (NPT) „scheinheilig“ und „doppelzüngig“ und verwies einerseits auf das ursprüngliche Ziel des Vertrags, nämlich die globale nukleare Abrüstung voranzutreiben, andererseits auf das Verhalten der drei De-facto-Atommächte Israel, Indien und Pakistan, die den Atomwaffensperrvertrag nicht unterzeichnet haben. Diese drei Staaten eigneten sich Atomwaffen in Geheimprojekten an (Israel 1968, Indien 1974, Pakistan 1990). Das Eingeständnis Israels führte nach Meinung der Deutschen Welle den Druck des Westens (USA und EU) auf Iran ad absurdum, da Israel sich zwar der IAEO anschloss, nicht aber dem NPT.
Iran bestreitet sein Streben nach Atomwaffen vehement: das Atomprogramm diene der Diversifizierung seiner Energieversorgung, besonders vor dem Hintergrund der Verdoppelung der iranischen Bevölkerung in den vergangenen 20 Jahren und der weltweiten Sorge um eine Erschöpfung der Ölvorräte. Angesichts steigender Ölpreise ist es für Iran auch wirtschaftlich von Interesse, mehr Öl zum Export zur Verfügung zu haben und Strom im Inland mit Atomkraft zu produzieren. Derzeit verbraucht Iran ca. 40 Prozent seiner Ölförderung selbst.
Insbesondere die USA halten dagegen, dass Iran kein Atomprogramm brauche, da das Land über umfangreiche Öl- und Erdgasreserven verfüge und deren Ausbeutung billiger sei als die Bemühungen zur Gewinnung nuklearer Energie. Iran bezichtigt die USA im Gegenzug, lediglich das seiner Meinung nach illegale Atommonopol Israels im Nahen Osten aufrechterhalten zu wollen.
Zwei der Hauptgründe, die gegen ein iranisches Atomprogramm ins Feld geführt werden, sind die Machtverlagerung in Nahost auf die iranische Seite und Ängste der israelischen Regierung. Hohe Vertreter der iranischen Regierung, wie der ehemalige Präsident Mahmud Ahmadinedschad, drohten wiederholt und öffentlich mit der Vernichtung des „zionistischen Regimes“, womit die Beseitigung des israelischen Staates gemeint ist, der als „Unrechtsregime“ und „Besatzerstaat“ tituliert wird. Hinzu kommen die z. T. stark ausgeprägten fundamentalistischen Strukturen wie auch die in den meisten westlichen Medien als gesichert geltende Unterstützung militanter Gruppierungen wie der libanesischen Hisbollah durch die Regierung in Teheran. Dies ist nicht der einzige Anlass, der das Misstrauen der IAEO und zahlreicher Staaten, insbesondere Israels, gegenüber der Regierung in Teheran verstärkte, da es sich insbesondere bei der Urananreicherung um eine so genannte Dual-Use-Technologie handelt. Ein Verfahren, das sowohl zu zivilen als auch militärischen Zwecken verwendet werden kann.

#### Kompromissvorschläge und Transparenzbemühungen
Verschiedene Kompromissvorschläge der EU und Russlands sahen Lieferungen von nicht waffenfähiger Nukleartechnologie an Iran vor (darunter auch Leichtwasserreaktoren), allerdings ohne jegliche Zeitangabe und ohne Berücksichtigung der dabei entstehenden Kosten für Iran. Die Bedingung war, dass jene Komponenten des Atomkreislaufs, die auch zu militärischen Zwecken eingesetzt werden können, ans Ausland abgegeben oder liquidiert werden. Ein russischer Vorschlag, die Urananreicherung in Russland vorzunehmen, wurde von Teheran im Spätherbst 2005 – wie die vorgenannten auch – bis Anfang 2006 zurückgewiesen. Am 16. Januar 2006 hingegen begrüßte der iranische Botschafter in Moskau, Gholam-Reza Ansari, die Vorschläge des russischen Präsidenten Wladimir Putin ausdrücklich, Uran in Russland anzureichern. Die Initiative könne internationale Besorgnisse über die Nuklearambitionen Teherans dämpfen. Tags zuvor noch hatte der iranische Außenminister Manutschehr Mottaki die EU-3 zwar der „Überreaktion“ bezichtigt, gleichwohl aber auf deren Rückkehr an den Verhandlungstisch gedrängt. Unklar blieb für zahlreiche Beobachter, ob die widersprüchlichen Signale von Seiten Irans Teil einer vielfach unterstellten Hinhaltestrategie sind.
Im Januar 2005 und erneut im November gewährte Iran der IAEO Zugang zum Militärgelände Parchin mit Möglichkeit zur Besichtigung aller von der IAEO in den Vorverhandlungen ausgewählten Gebäude. Probenentnahmen ergaben keine Hinweise auf nukleares Material, Dual-Use Ausrüstung oder ungewöhnliche Aktivitäten.

### 2006

#### EU-3; „Toter Punkt“

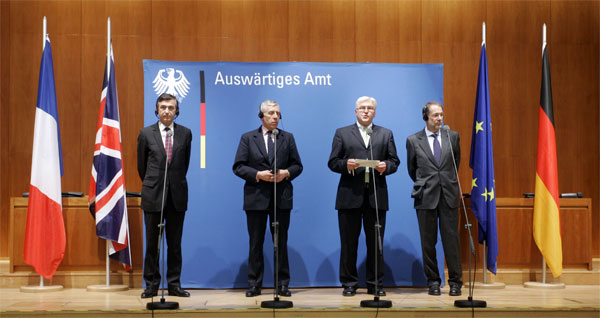
EU-3

Als vorläufiger Höhepunkt des Streits wurden im Januar 2006 von der IAEO versiegelte Anlagen zur Urananreicherung von Iran wieder in Betrieb genommen. Für den Fall der Anrufung des UN-Sicherheitsrats, wie nun auch von der EU angekündigt, drohte das Land mit dem Abbruch aller Verhandlungen. Die mit der Vermittlung in dem Streit befasste „EU-Troika“ (EU-3) der Außenminister Großbritanniens, Frankreichs und Deutschlands sah die Verhandlungen mit Teheran „an einem toten Punkt angekommen“.
Bisher hatte die IAEO keine Beweise für die Existenz eines iranischen Atomwaffenprogramms gefunden. Jedoch bemerkte der damalige Chef der IAEO, Mohammed el-Baradei, Iran habe in den vergangenen drei Jahren nicht glaubwürdig belegen können, dass sein Atomprogramm ausschließlich friedfertigen Zwecken diene.
Frankreich lehnte eine Wiederaufnahme von Verhandlungen mit Iran ab, solange das Land sein umstrittenes Atomprogramm nicht „vollständig aussetzt“. Ein militärisches Eingreifen hingegen bezeichnete der französische Generalstabschef Henri Bentégeat als einen schweren Fehler: „Das wäre aus heutiger Sicht vollkommen verrückt“, so Bentégeat in einem Hörfunkinterview. Er warnte für einen solchen Fall vor einem „entsetzlichen Drama“ im Nahen Osten, nannte jedoch zugleich die Vorstellung, das Regime in Teheran könnte sich in den Besitz von Atomwaffen bringen, einen „echten Alptraum“.
Eine Kehrtwende in der bisherigen Nuklear-Doktrin Frankreichs bedeuteten – allerdings nur in Teilen der unzureichend informierten Öffentlichkeit – Äußerungen des damaligen französischen Staatspräsidenten Jacques Chirac, der jenen Staaten mehr oder weniger unverhohlen mit Vergeltung in Form von Atomschlägen drohte, sollten diese Frankreich mit terroristischen Methoden angreifen. Ohne Iran direkt anzusprechen, kündigte er am 19. Januar 2006 bei einem Besuch des Marinestützpunkts Ile Longue (Bretagne) „Anführern“ solcher Staaten Vergeltung in „nicht konventioneller“ Weise an. Ausdrücklich spielte Chirac jedoch auf „die Versuchung gewisser Staaten“ an, „sich unter Bruch der Verträge mit Atomwaffen auszustatten“. Neu daran waren weder der Vorbehalt noch die Terminologie; neu war die berechnend auf den Termin – und den offenkundigen Adressaten – gesetzte Ausdrucksweise. Dennoch stießen die Äußerungen Chiracs gerade auch in Deutschland auf teilweise scharfe Kritik, die Linkspartei PDS forderte sogar eine Diskussion im Bundestag zu diesem Thema. Unter anderem wurde er des Verstoßes gegen das Völkerrecht bezichtigt.
Die Spannungen mit Iran schlugen sich auch an den Börsen nieder: Die Ölpreise zogen an, der Goldpreis stieg gar auf den höchsten Stand seit 25 Jahren (am 17. Januar 2006 wurde die Feinunze mit 564 US-Dollar gehandelt).

#### Analyse des BKA
Einem Ende Januar 2006 bekannt gewordenen vertraulichen Bericht des Bundeskriminalamts (BKA) und des Zollkriminalamts (ZKA) zufolge soll Iran intensiv am Bau von ABC-Waffen arbeiten. Laut dem Nachrichtenmagazin Focus ist in dem Bericht auch von illegalen Rüstungstransfers deutscher Unternehmen die Rede. Wie es heißt, „verdichten sich Hinweise auf ein geheimes militärisches Nuklearprogramm“ Irans. Zollfahnder ermitteln demnach gegen sechs deutsche Unternehmen: Sie sollen via Russland Teile geliefert haben, die für den Bau des AKW Buschehr verwendet würden. Das ZKA bestätigte Ermittlungen, wollte aber zu Einzelheiten keine Stellung nehmen. Für das Nuklear- und Trägersystem-Programm versuche die Islamische Republik jedoch, Material in Deutschland, Frankreich und Großbritannien zu beschaffen. Die Beschaffungsorganisationen seien dabei nicht leicht zu enttarnen.

#### Die IAEO-Resolution vom 4. Februar 2006

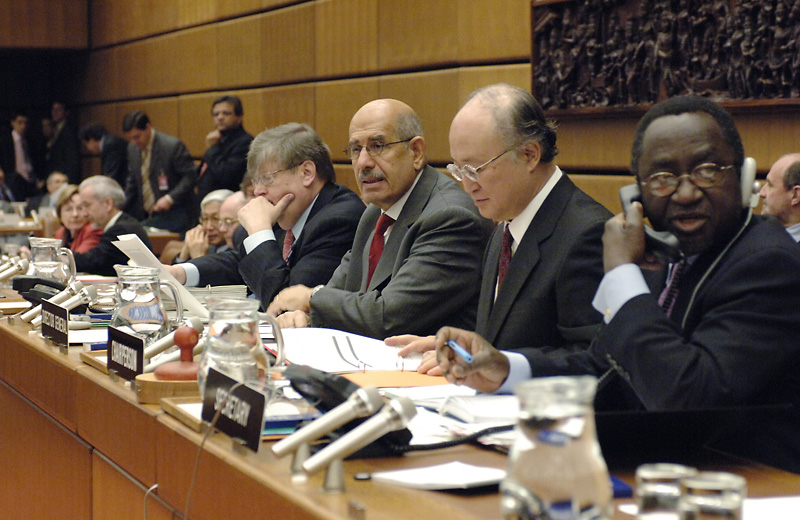
Außerordentliche Sitzung des Gouverneursrats der IAEO in Wien (2. Februar 2006)

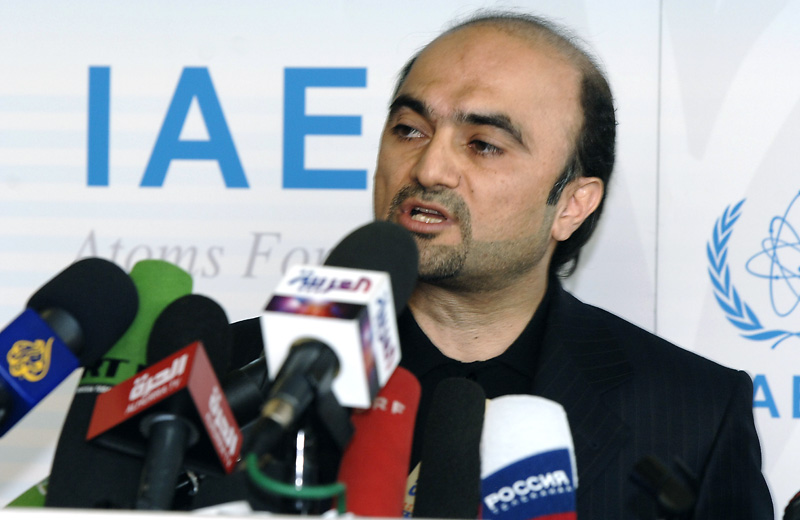
Dschawad Waidi vor der Presse in Wien (4. Februar 2006)

Der Gouverneursrat der Internationalen Atomenergiebehörde hat am 4. Februar 2006 mit 27 von 35 Stimmen (bei drei Gegenstimmen von Kuba, Venezuela und Syrien; Algerien, Belarus, Indonesien, Libyen und Südafrika enthielten sich) beschlossen, den Streit vor das UN-Gremium zu bringen. Die iranische Führung ließ umgehend erklären, künftig wieder in industriellem Umfang Uran anzureichern und die freiwillige Kooperation mit der IAEO zu beenden. Das im Oktober 2003 eingefrorene Programm zur Urananreicherung werde „unverzüglich“ neu gestartet, teilte der stellvertretende Chef des iranischen Sicherheitsrats, Dschawed Waidi, mit.
Die Resolution drängt Iran, „vertrauensbildende Maßnahmen“ zu ergreifen und „hält es für notwendig“, dass Iran u. a.
1. die „vollständige und anhaltende Aussetzung aller Aktivitäten auf dem Gebiet der Anreicherung und der Wiederaufarbeitung inklusive der Forschung und Entwicklung hierzu“ zusichert und dies von der IAEO kontrollieren lässt,
2. „den Bau eines mittels Schweren Wassers moderierten Reaktors überdenkt“,
3. „das Zusatzprotokoll [zum Atomwaffensperrvertrag] unverzüglich ratifiziert und voll umsetzt“ und
4. „bis zur Ratifikation fortfährt, in Übereinstimmung mit den Vorgaben des von Iran am 18. Dezember 2003 unterzeichneten Zusatzprotokolls zu handeln“.

Zudem wird der Generaldirektor der IAEO mit der Resolution angewiesen, über die Umsetzung dieser und über die vorangegangener Beschlüsse Anfang März Bericht zu erstatten und „unmittelbar darauf“ seinen Bericht – zusammen mit eventuellen Resolutionen der Tagung am 6. März 2006 – an den UN-Sicherheitsrat weiterzuleiten.
Dschawed Waidi unterstrich in Wien auch, Iran erkenne die Resolution nicht als Ausdruck des Willens der internationalen Gemeinschaft an: „Mehr als 100 Länder unterstützen das iranische Atomprogramm, das in Übereinstimmung mit dem Atomwaffensperrvertrag ist und das positive Votum von 27 Staaten kann nicht als repräsentativ für die internationale Gemeinschaft angesehen werden“.
Ursprünglich war die Entscheidung des Gouverneursrats bereits am 2. Februar erwartet worden. Für die Verzögerung hatten die blockfreien Länder gesorgt – sie stellen 16 der 35 Ländervertreter im IAEO-Vorstand. Die Staaten dieser Gruppe – darunter z. B. Kuba, Malaysia, Brasilien, Südafrika – sorgen sich, das Vorgehen gegen Iran könne zu einem Präzedenzfall werden. Die US-Regierung strebt an, allen Staaten die Urananreicherung zur Gewinnung von Nuklearbrennstoff für Atomkraftwerke zu untersagen, die diese Technik noch nicht beherrschen. Die Blockfreien bestehen allerdings auf dem Recht aller Staaten auf zivile Nutzung der Atomenergie ohne jedwede diskriminierende Einschränkung. Sie hatten darauf bestanden, die Forderung nach einer atomwaffenfreien Zone im Nahen Osten in die Resolution aufzunehmen, wovon auch das auf 100 bis 200 Sprengköpfe geschätzte Nukleararsenal Israels betroffen wäre. Die Forderung ist nun, ohne Israel direkt anzusprechen, in der IAEO-Resolution enthalten. Allerdings ist schon in vielen UN-Resolutionen von der Schaffung einer atomwaffenfreien Zone im Nahen Osten die Rede; diese Forderung wurde von den Vereinigten Staaten jedoch stets vehement abgelehnt. In Israel war man hinter vorgehaltener Hand von der Resolution weniger angetan als offiziell verlautbart wurde.

#### Diplomatische Verhandlungen
Die iranischen Behörden übergaben der russischen Botschaft in Teheran am 15. Februar 2006 eine offizielle Benachrichtigung über ihre Absicht, am 20. Februar eine Delegation zu Verhandlungen u. a. über die Gründung eines Gemeinschaftsunternehmens für die Urananreicherung nach Moskau zu entsenden. Iran hatte die ursprünglich für den 16. Februar angesetzten Gespräche vorübergehend ausgesetzt.
Der britische Außenministers Jack Straw erklärte, Iran habe jetzt noch einige Wochen Zeit, die Urananreicherung zu stoppen. Ansonsten seien Maßnahmen, die Sanktionen einschließen könnten, „so gut wie unvermeidlich“.
Der iranische Präsident Ahmadinedschad kommentierte die IAEO-Resolution unterdessen in einem Bericht der staatlichen Nachrichtenagentur IRNA mit den Worten: „Ihr könnt noch so viele Resolutionen dieser Art verabschieden und weiterträumen, aber ihr könnt den Fortschritt in Iran nicht verhindern.“
Der Streit mit Iran ließ den Ölpreis weiter steigen. Im asiatischen Handel verteuerte sich ein Barrel leichten US-Öls am 6. Februar 2006 um knapp einen US-Dollar auf 66,34 US-Dollar.
Am 13. Februar hatte Iran seine Ankündigung in die Tat umgesetzt, die Urananreicherung im industriellen Maßstab wiederaufzunehmen. Teheran werde die nächste Sitzung des IAEO-Gouverneursrats am 6. März nicht mehr abwarten, kündigte der Sprecher von Mahmud Ahmadinedschad, Gholamhossein Elham, an.

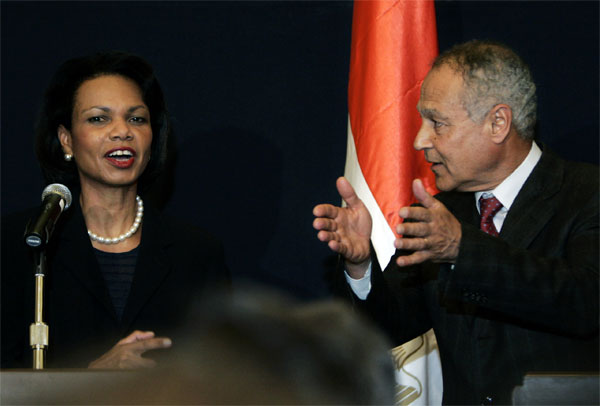
US-Außenministerin Condoleezza Rice mit ihrem ägyptischen Amtskollegen Ahmed Abul Gheit am 21. Februar 2006 in Kairo

Der russische Außenminister Sergei Lawrow knüpfte das Angebot allerdings an Bedingungen und erklärte am 13. Februar in Wien, Iran müsse zunächst einmal die Urananreicherung im eigenen Land unbefristet einfrieren. Erst wenn Iran wieder Vertrauen geschaffen habe, könne es Gespräche darüber geben, ob und wie das Land ein umfassendes Atomenergie-Programm aufbauen könne. Aus iranischen Kreisen verlautete, man wolle ein Eingreifen des UN-Sicherheitsrates verhindern. Der iranische Regierungssprecher Gholam-Hussein Elham hatte zuvor in Teheran unterstrichen, dass der russische Vorschlag überhaupt nur als Ergänzung zur Urananreicherung in Iran selbst angesehen werden könne.

#### Iranische Kontroverse
Die konservative Zeitung Dschomhuri-e Eslami, die als Sprachrohr von Revolutionsführer Seyyed Ali Chamene’i gilt, warf Mahmud Ahmadinedschad eine für Iran letztendlich schädliche Provokation des Westens vor, da dadurch Sanktionen gegen Iran eingeleitet werden konnten. Zitat: „Ihre Äußerungen zum Atomkonflikt sind aggressiv und keineswegs in schöne Worte gekleidet, so dass sie den Eindruck erwecken, die Diskussion um die Atomfrage werde mit Starrsinn geführt“.

#### Sabotage
Nach einem Artikel in der New York Times vom 20. August 2008 soll die CIA mit Hilfe von drei Schweizer Ingenieuren, die in das Khan-Netzwerk eingebunden waren, das iranische Atomprogramm bewusst sabotiert haben. Dadurch sollen in der Anreicherungsanlage Natanz Anfang 2006 50 Zentrifugen durch Manipulationen an einem Stromversorgungsteil explodiert sein.

### 2007
Ardeshir Hosseinpour, Mitbegründer des „Nuclear Technology Center“ in Isfahan und Spezialist für Urananreicherung, starb im Januar 2007 unter bisher ungeklärten Umständen an einer Gasvergiftung.

#### Einschaltung des Weltsicherheitsrats
Inzwischen hatten sich die Veto-Mächte China, Russland, Frankreich, Großbritannien und die USA auf die Einschaltung des UN-Sicherheitsrats geeinigt. Bevor das höchste Gremium der UN über konkrete Maßnahmen entscheide, werde man aber den Bericht vom 6. März 2007 abwarten, erklärten die Außenminister der fünf Vetomächte am 31. Januar 2007 in London.
Die Islamische Republik Iran ist nach Einschätzung der US-Geheimdienste nicht im Besitz von Atomwaffen, wie es in Meldungen Anfang Februar 2007 hieß. Iran habe wahrscheinlich auch noch kein für die Atomwaffenproduktion notwendiges spaltbares Nuklearmaterial produziert oder erworben, sagte der US-Geheimdienstdirektor John Negroponte. Dennoch sei die Möglichkeit, dass Iran Atomwaffen herstelle und Raketen damit ausstatte, ein „Grund zur äußersten Besorgnis“. Das größte Problem stellt seinen Worten zufolge aber weiter das Terrornetzwerk al-Qaida dar.

#### Vereinbarungen mit der IAEO
In der Übereinkunft zwischen dem Unterhändler der Islamischen Republik Iran, Ali Laridschani, und der IAEO in Vertretung durch Mohammed el-Baradei vom 21. August 2007 wurden Vereinbarungen getroffen, die eine Zusammenarbeit im Bereich der Uran-Anreicherung beinhalteten. Der Schwerwasserreaktor von Arak sollte besichtigt werden dürfen, 5 neue Inspektoren wurden von der IRI anerkannt, der Erteilung von 14 Einreise-Visa für Inspektoren wurde zugestimmt. In der strittigen Angelegenheit iranischer Plutonium-Experimente hatte die Agentur den Staat Iran am 23. Juli 2007 mit offenen Fragen konfrontiert. Iran hatte erklärt, dass die Experimente mit Plutonium schon 1993 beendet worden seien. Am 7. August 2007 gab Iran in einem Brief an die Agentur Erklärungen zu einigen offenen Fragen ab. Am 20. August 2007 erklärte die Agentur, dass frühere Erklärungen Irans mit den Erkenntnissen der Agentur übereinstimmten und dass diese Angelegenheit abschließend geklärt sei.
Zur Klärung aller bestehenden offenen Fragen um das Atomprogramm wurde ein Arbeitsplan mit folgendem Ablauf erstellt:
- Fragen zu der P-1- und P-2-Zentrifugen-Technologie sollten bis November 2007 geklärt sein.
- Nach Abschluss dieser Fragen sollte die letzte offene Frage zu Spuren von hochangereichertem Uran geklärt werden, dies betraf Funde an einer technischen Hochschule in Teheran.
- Uran-Metall Dokument: Die seit 2005 offenen Fragen,[77] die sich aus von Iran vorgelegten Dokumenten aus den 80er Jahren ergeben hatten, hier zur Frage von verfahrensrechtlichen Erfordernissen zur Anreicherung, Abreicherung, Guss und Bearbeitung von Uranmetall, deren Zugehörigkeit zum iranischen Atomprogramm Iran bis dahin bestritten hatte, sollten als Nächstes bearbeitet werden.
- Polonium 210: Nachdem alle vorherigen Punkte geklärt wurden, sollte die Frage der Extraktion von Polonium 210 durch Iran in Angriff genommen werden. Die IAEO verpflichtete sich, ihre offenen Fragen zu diesem Thema bis zum 15. September 2007 vorzulegen.
- Ghachine Mine: Ebenfalls bis zum 15. September 2007 sollte die IAEO ihre Fragen zu diesem Thema vorlegen. Nachdem die Angelegenheit um das Polonium 210 abgeschlossen und im Bericht der IAEO-Direktion veröffentlicht sein würde, sollte dieses Thema bearbeitet werden.

Im abschließenden Absatz dieses Arbeitsplans wird noch die Angelegenheit angeblicher Studien besprochen, die der IAEO zu Fragen der möglichen militärischen Dimension des iranischen Atomprogrammes vorlagen, eingebracht in die Diskussion im Jahr 2005.
Die Vorwürfe bezogen sich auf die Konversion von Uranium-Dioxid in UF6 (als „green salt“ bezeichnet), auf Versuche mit hochexplosiven Sprengstoffen und Versuche mit Raketen, die sich zur nuklearen Bestückung eignen. Iran wies diese Anschuldigungen als politisch motiviert und haltlos zurück, erklärte sich aber zum Zeichen des guten Willens bereit, sich mit diesen Dokumenten zu befassen und sie mit der Agentur zu diskutieren.
Grundsätzliche Einigkeit wurde darüber bekundet, dass diese offenen Fragen alle strittigen Punkte umfassten und keine weiteren Fragen gestellt werden würden.
Die Agentur bestätigte außerdem, dass sie keine Hinweise auf die Abzweigung von nuklearem Material feststellen konnte und zog somit den Schluss, dass das iranische Atomprogramm bis hierhin zu friedlichen Zwecken diente. Die Agentur äußerte die Hoffnung, dass mit der Erledigung dieses Arbeitsplanes die Umsetzung des Zusatzprotokolles zum NPT („safeguards“) erleichtert würde.
Im Februar 2008 berichtete die IAEO über die Ergebnisse des bearbeiteten Arbeitsplans.

#### Computersimulationen
Das zur Europäischen Kommission gehörende Forschungszentrum Ispra kam in einer am 21. Februar 2008 veröffentlichten Computersimulation der Zentrifugen von Natanz zu dem Ergebnis, dass Iran „schon bis Ende dieses Jahres die für einen nuklearen Sprengkörper erforderlichen 25 Kilogramm an hoch angereichertem Uran hergestellt haben könnte“.

### 2008

#### Diplomatische Verhandlungen

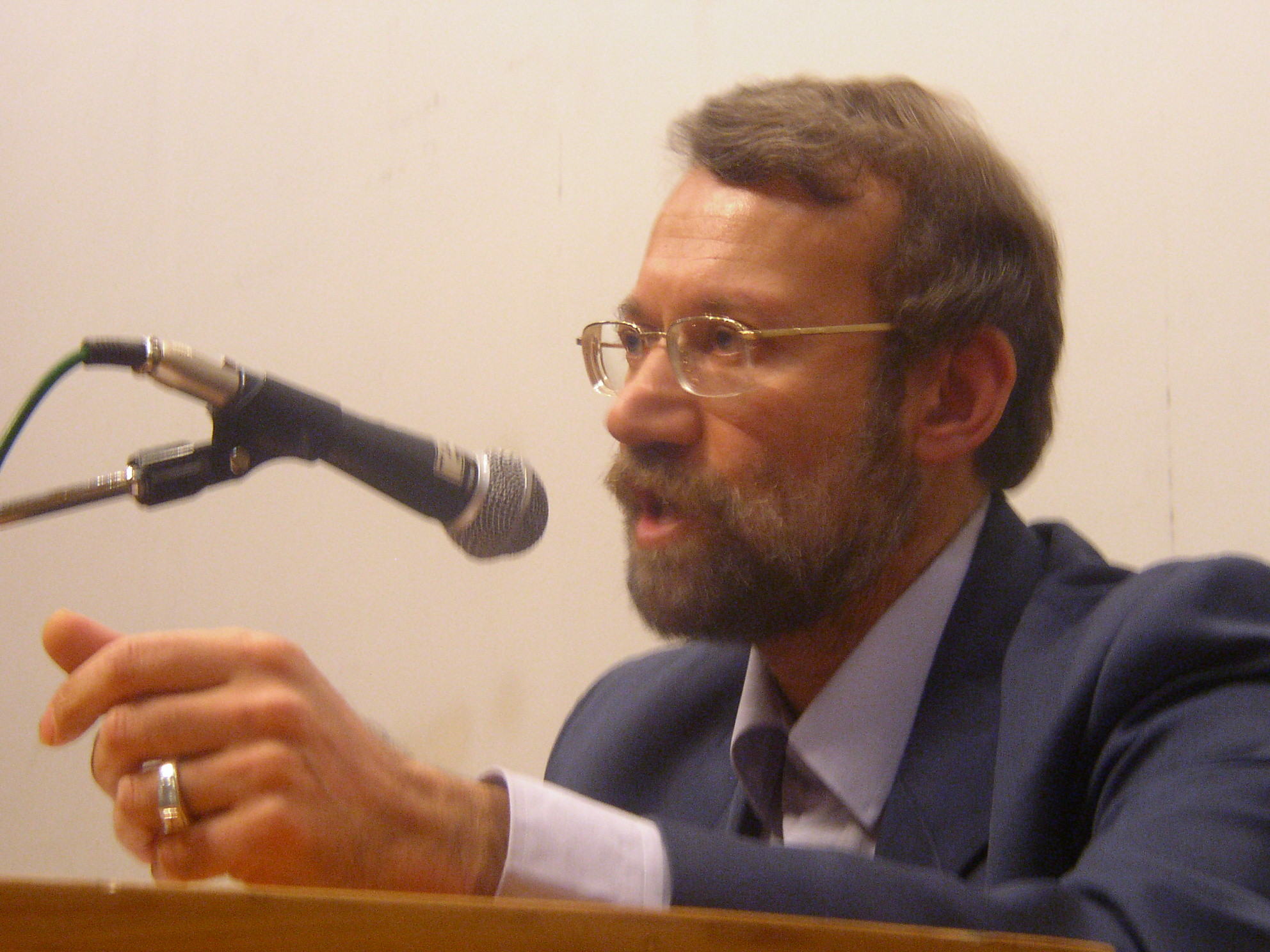
Ali Laridschani bei einem Vortrag während seiner Präsidentschaftskampagne an der Scharif-Universität für Technologie im März 2005

Bei einem Besuch des IAEO-Generaldirektors Mohammed el-Baradei am 13. Januar 2008 in Teheran versprach Iran, alle noch offenen Fragen zu seinem Atomprogramm zu klären – „und zwar innerhalb der kommenden vier Wochen“. Anlässlich des Weltwirtschaftsforums in Davos machte die amerikanische Außenministerin Condoleezza Rice für eine diplomatische Lösung stark und richtete ein Gesprächsangebot an Teheran. Am 30. Januar 2008 verkündete Präsident Ahmadinedschad in einer vom staatlichen Fernsehen übertragenen Rede, dass „sein Land […] in einem Jahr über Atomenergie verfügen“ werde.
Am 22. Februar 2008 berichtete die IAEO über die Ergebnisse des abgearbeiteten Arbeitsplans aus 2007. Sie konstatierte, dass die Antworten auf die offenen Fragen des Arbeitsplanes im Einklang mit ihren eigenen Erkenntnissen seien oder nicht im Widerspruch dazu stünden. Diese Themen würden somit von der Agenda der offenen Fragen gestrichen.
Uneinigkeit bestand weiterhin in der Frage der so genannten „angeblichen Studien“, die Iran als haltlose und politisch motivierte Anschuldigungen ablehnt.
Der EU-Außenbeauftragte Javier Solana übergab am 14. Juni 2008 in Teheran ein neues „Paket von Vorschlägen“ an die iranische Regierung, das diese zur Aussetzung der Urananreicherung bewegen soll. Darin stellte die Sechser-Verhandlungsgruppe (China, Deutschland, Frankreich, Großbritannien, Russland und die USA) Iran technische und finanzielle Hilfe zur Entwicklung der zivilen Atomenergie in Aussicht, darunter auch Atomreaktoren und Lieferungen von Kernbrennstoff. Im Gegenzug müsse der Nahost-Staat die Urananreicherung aussetzen.
Am 28. Juni 2008 bezeichnete der iranische Parlamentschef und ehemalige Chefunterhändler in Atomfragen Ali Laridschani im staatlichen Fernsehen die jüngsten Vorschläge der so genannten Sechser-Gruppe zur Lösung des andauernden Atomstreits als „leere Versprechungen“. Sie seien ein Versuch, zu verhindern, dass die iranische Nation ihr Recht auf die zivile Atomenergie wahrnehme.

#### Teilnahme der USA
Bei einer neuerlichen Verhandlungsrunde am 19. Juli 2008 in Genf war zum ersten Mal ein ranghoher Vertreter des US-Außenministeriums, William Burns, mit am Verhandlungstisch. „Die erstmalige Teilnahme der USA an den Gesprächen wird als Wendepunkt in der US-Politik gegenüber Teheran gewertet.“
Ein neuerlicher Bericht der IAEO vom 19. September 2008 wirft Iran mangelnde Kooperation im Atomstreit vor. Demnach baue Iran „zudem seine Urananreicherung weiter aus, sei aber noch weit davon entfernt, genug von dem Spaltmaterial für den Bau einer Atombombe zu produzieren.“ Konkret solle Iran 3820 Zentrifugen betreiben. Weiterhin habe Iran „mittlerweile 480 Kilogramm niedrig angereichertes Uran angehäuft. Für den Bau einer Atombombe wären 1700 Kilogramm nötig, die dann hoch angereichert werden müssten.“

### 2009

#### Eröffnung der ersten Brennstäbe-Fabrik
Einen Monat später, Anfang April 2009, gab Präsident Mahmud Ahmadinedschad die Eröffnung einer betriebsbereiten Uranfabrik in Isfahan bekannt, die unter anderem den 40-Megawatt-Forschungsreaktor in Arak mit Brennstäben versorgen soll. Weiteren Angaben zufolge verfügt das Land über 7000 einsatzbereite Uranzentrifugen. Irans Atomprogramm habe damit die letzte Stufe erreicht.
Im Juni 2009 kehrte Schahram Amiri, Physiker an der Malek-Aschtar-Universität (MUT), von einer Pilgerfahrt nach Mekka nicht zurück. Er tauchte erst im Juli 2010 in der pakistanischen Botschaft in Washington wieder auf. Die Washington Post berichtete, Amiri habe vom CIA fünf Millionen Dollar für Informationen über das iranische Atomprogramm erhalten.

#### Einschätzung von el-Baradei
Im September 2009 sah der Chef der Atomenergiebehörde keine Beweise für ein iranisches Atomwaffenprogramm. Nach Mohammed el-Baradei baue Iran in absehbarer Zukunft keine Atomwaffen. Die von Teherans Nuklearprogramm ausgehende Bedrohung werde „übertrieben dargestellt“.

#### Entgegenkommen Irans
Bei den Genfer Gesprächen der fünf UNO-Vetomächte und Deutschland am 1. Oktober 2009 erklärte der iranische Unterhändler Said Dschalili „im Prinzip“ die Zustimmung seines Landes, die Urananreicherung nach Russland zu verlagern. Iran bestehe jedoch auf seinem Recht zur Atomforschung. Das Land werde dabei aber seinen Verpflichtungen gemäß dem Atomwaffensperrvertrag nachkommen. Weiterhin kündigte Iran die volle Kooperation mit der IAEO an. Auch die kürzlich bekannt gewordene zweite Anreicherungsanlage in Qom dürfe inspiziert werden. Eine Woche später, am 7. Oktober, beschuldigte die iranische Regierung die USA, in das mysteriöse Verschwinden des Atomwissenschaftlers Schahram Amiri verwickelt zu sein, und stellte ihre Zustimmung in Frage.

#### Abbruch der Gespräche
Am 1. Dezember 2009 gab Präsident Mahmud Ahmadinedschad bekannt, dass es keine weiteren Gespräche über das iranische Atomprogramm geben werde. Er gab außerdem bekannt, dass Iran sein Uran nicht im Ausland anreichern werde, da Iran selbst über derartige Ressourcen verfüge.

### 2010

#### Urananreicherung auf 20 Prozent
Am 9. Februar 2010 kündigte ein Sprecher der iranischen Atomenergiebehörde an, mit der Anreicherung von Uran auf 20 % zu beginnen, nachdem der iranische Präsident Mahmud Ahmadinedschad am 7. Februar 2010 im iranischen Fernsehen dies angekündigt hatte, im Gegensatz zur möglichen Verhandlungsbereitschaft laut einem Interview vom 2. Februar 2010. Die IAEO wurde am 8. Februar 2010 von der iranischen Atomenergiebehörde über das Vorhaben informiert. Irans Außenminister Manutschehr Mottaki unterbreitete am 5. Februar 2010 auf der Münchner Sicherheitskonferenz dem Westen das Angebot, „zeitgleich“ den Austausch von niedrig angereichertem Uran gegen hochangereichertes Uran vornehmen zu lassen. Ein Kompromissvorschlag der internationalen Gemeinschaft hatte vorgesehen, dass Iran sein Uran im Ausland weiter anreichern lassen kann. Laut Vertragsentwurf der IAEO müsste Iran 1200 Kilogramm seines leicht angereicherten Urans in einer einzigen Lieferung ins Ausland bringen und würde dafür binnen zwölf Monaten Brennelemente für seinen Forschungsreaktor erhalten.
Das angereicherte Uran in der Größenordnung von 120 kg soll in der Anlage in Natanz für den Tehran Research Reactor produziert werden, in dem Isotope zur medizinischen Anwendung hergestellt werden sollen. Ein Sprecher des iranischen Außenministeriums erklärte am 8. Februar 2010, die Anreicherung auf 20 % würde nicht gegen den Atomwaffensperrvertrag verstoßen. Ali-Akbar Salehi, der Leiter der iranischen Atomenergiebehörde, ergänzte am 10. Februar 2010, Iran bräuchte Radioisotope zu medizinischen Zwecken für 850.000 Patienten.
Am 10. Februar 2010 kündigte daraufhin der amerikanische Präsident Barack Obama umfangreiche Sanktionen gegen Iran an. Die durch die USA verhängten Wirtschaftssanktionen stärkten die iranischen Revolutionsgarden, weil sie die Projekte der internationalen Firmen übernahmen, die sich aus Iran zurückzogen.
Am 11. Februar 2010 erklärte Mahmud Ahmadinedschad, dass Iran erste Mengen von 20 % angereicherten Urans in Natanz hergestellt habe. Das iranische Nuklearprogramm wäre jedoch unter völliger Aufsicht der Internationalen Atomenergiebehörde und fügte hinzu, dass Iran die Fähigkeit zur Anreicherung von Uran auf ein Niveau von über 20 Prozent habe. Nuklearwaffen würden jedoch von denen gebaut, die nicht Unterzeichner des Atomwaffensperrvertrag seien. Nach einem Bericht von IAEO-Inspektoren am 18. Februar 2010 habe Iran auch nach 2004 an atomaren Sprengköpfen gearbeitet. Gleichzeitig wurde bekannt, dass Iran höchstens 100 g Uran pro Tag anreichern könne; damit würde es einige Jahre dauern, bis die nötige Menge für einen Sprengkopf hergestellt wäre.

#### Zwei neue Urananreicherungsanlagen
Am 22. Februar 2010 gab der Leiter der iranischen Atomenergiebehörde, Ali Akbar Salehi, gegenüber der iranischen Nachrichtenagentur ISNA bekannt, dass Iran zwei neue Urananreicherungsanlagen bauen würde; der Baubeginn solle nach dem 21. März stattfinden. Die Anreicherung will Iran mittels einer neuen Generation von Zentrifugen herbeiführen.

#### Iran stimmt Urananreicherung im Ausland zu
Am 17. Mai 2010 unterzeichnete Iran mit der Türkei und Brasilien ein Abkommen, schwach angereichertes Uran in der Türkei gegen Brennstäbe zu tauschen. Nach diesem Abkommen soll 1200 Kilogramm niedrig angereichertes Uran aus Iran so lange auf türkischem Gebiet aufbewahrt werden, bis spätestens ein Jahr danach im Gegenzug Iran dafür 120 Kilogramm Uran (für seinen medizinischen Forschungsreaktor in Teheran) erhalten werde, das auf 20 Prozent angereichert wurde.

#### Computerwurm
Ein völlig neuartiger Computerwurm („Stuxnet“) sabotierte mittlerweile – offenbar als digitale Waffe – das iranische Atomprogramm. Der Angriff galt anscheinend den von Iran verwendeten Siemens-Industriesteueranlagen. Nach iranischen Regierungsangaben sind in Iran massiv Industrieanlagen mit dem Wurm infiziert worden. Ein IT-Experte der iranischen Regierung erklärte, dass rund 30.000 Computer befallen seien, auch Rechner im Atomkraftwerk Buschehr.
Die Inbetriebnahme des ersten iranischen Atomkraftwerks, ursprünglich für November 2010 geplant, verzögerte sich um mehrere Monate. Dies sei möglicherweise eine Folge des Computerwurms. Dabei soll es sich um „gezielte Sabotage“ handeln, so der Hamburger Computerexperte Ralph Langner, mit der „größten Schadsoftwareoperation der Geschichte“.

#### Anschläge auf iranische Nuklearexperten
Am 12. Januar 2010 wurde der iranische Teilchenphysiker Massud Ali-Mohammadi von einer ferngesteuerten Bombe getötet. Iran beschuldigte daraufhin die USA und Israel des politischen Mordes. Der Tod des Physikers markiert den Beginn einer Anschlagserie. Im November 2010 wurden bei zwei weiteren Bombenanschlägen in Teheran der iranische Atomforscher Madschid Schahriari getötet und ein weiterer, Fereidun Abbassi, heute Leiter des nationalen Atomprogramms, verletzt. Auch für diese Attentate macht die iranische Regierung die Geheimdienste Israels und der USA verantwortlich.

### 2011

#### Eigenständige Herstellung von Brennstäben
Im Januar 2011 teilte der Chef des iranischen Atomprogramms, Ali Akbar Salehi, der Nachrichtenagentur Fars mit, dass Iran jetzt in der Lage sei, Brennstäbe selbst herzustellen. Er sagte, in der Anlage von Isfahan wurde eine Einheit zur Herstellung von Brennstoffplatten eingerichtet.

#### Neue unterirdische Atomanlage in Fordo
Iran nahm seine unterirdische Anlage Fordo 30 km nördlich von Qom in Betrieb. Es wurden Zentrifugen aus Natanz verlagert, aber auch eine neue Generation von Zentrifugen in Betrieb genommen. Ziel sei es, die Kapazitäten zur Herstellung auf 20 % angereicherten Urans zu verdreifachen. Ob Iran die Erstellung dieser Anlage rechtzeitig der IAEO gemeldet hat, ist umstritten. Iran behauptete, im Juli 2011 ein unbemanntes US-Spionageflugzeug über der Anlage in Fordo abgeschossen zu haben. Im Januar 2012 meldete die IAEO die Herstellung von auf 20 Prozent angereicherten Urans in der Anlage. Dies sei unter Kontrolle und Überwachung durch die IAEO geschehen.

#### Weiterer Anschlag auf iranischen Atomexperten
Am 23. Juli 2011 wurde der 35-jährige Wissenschaftler und Universitätsdozent Dariusch Rezaie vor dem Kindergarten seiner Tochter durch Schüsse zweier Täter getötet. Seine Ehefrau wurde verletzt. Israels Verteidigungsminister Ehud Barak antwortete auf die Frage, ob Israel in diese Tat verwickelt sei, mit „Israel antwortet nicht“. Die USA haben eine Beteiligung zurückgewiesen.
Am 28. August 2011 gab ein Gerichtssprecher bekannt, das Revolutionsgericht habe am selben Tag Madschid Dschamali Faschi zum Tode verurteilt, weil er für den Tod des Teilchenphysikers Massud Ali-Mohammadi im Januar 2010 verantwortlich gewesen sei.

#### Explosion auf Militärbasis
Am 10. November 2011 ereignete sich eine Explosion auf einem Raketentestgelände der Revolutionsgarden. Dabei wurden, so die amtlichen Angaben, 17 Militärangehörige getötet, darunter der Leiter für die Entwicklung der iranischen Raketensysteme des Typs „Schahab“ und „Silsal“, General Hasan Moghaddam. Inoffizielle Quellen sprechen von bis zu 36 Toten. Das Unglück wurde, so die offiziellen Angaben, durch ein explodiertes Munitionslager hervorgerufen.

#### Abschuss einer Drohne
Am 4. Dezember 2011 meldete der staatliche TV-Sender al-Alam den Abschuss einer Drohne vom Typ Lockheed Martin RQ-170 in der Nähe der Stadt Kaschmar. Es handele sich bei der Mission um eine der geheimsten Operationen der USA mit dem Ziel, Informationen über die Atomanlagen Irans zu sammeln, so die New York Times. Die offensichtlich unbeschädigte Drohne wurde am 8. Dezember 2011 im iranischen Staatsfernsehen präsentiert. Nach Angaben des Brigadegenerals Amir Ali Hadschisadeh wurde die Drohne durch einen Cyber-Angriff unter iranische Kontrolle gebracht.

### 2012

#### Beginn der Uran-Anreicherung in Fordo
Anfang Januar kündigte der Chef der iranischen Atomenergieorganisation, Fereydoun Abbasi-Davani, in einem Zeitungsinterview an, dass man die Anlage in Fordo bald in Betrieb nehmen werde. Sie eigne sich „für die Anreicherung von Uran auf 3,5 Prozent, 4,0 Prozent und 20 Prozent“. Der Komplex Fordo soll rund 90 Meter unter der Erde liegen. Der ständige Vertreter Irans bei der IAEO, Ali Asghar Soltanieh, erklärte, dass die IAEO alle Aktivitäten in Fordo beaufsichtige. Die 20-prozentige Urananreicherung in Fordo diene dazu, den Reaktor in Teheran zu speisen, um Radioisotope und andere Medikamente herstellen zu können. Die IAEO bestätigte den Beginn der 20-prozentigen Urananreicherung in Fordo. Die G5+1 verlangte in ihren Verhandlungen mit Iran, die Anlage in Fordo zu schließen und das bereits angereicherte Uran ins Ausland zu transferieren.
In ihrem Bericht vom 16. November stellte die IAEO fest, dass Iran seit dem vorangegangenen Bericht weitere 644 Zentrifugen in der Produktionseinheit UNIT 1 in Fordo installiert hat. Damit sind die 8 Kaskaden in der UNIT 1 komplett installiert, ebenso wie die in der UNIT 2. In UNIT 1 sind bisher keine Zentrifugen mit Uran bestückt worden. In UNIT 2 sind bislang 4 Kaskaden, je 2 zusammenhängend, mit auf 5 % angereichertem Uran bestückt worden, die 4 weiteren Kaskaden sind zur Bestückung vorbereitet.
Wie das Institute for Science and International Security in seiner Analyse des IAEO-Berichtes vom 16. November 2012 schreibt, hat Iran damit die Zahl der betriebenen Zentrifugen seit den letzten Berichten von Mai und August 2012 nicht erhöht.
Das Institut berichtet außerdem mit Bezug auf den IAEO-Bericht, dass von den 12 installierten Kaskaden in der Anlage, die noch nicht in Betrieb genommen wurden, nur 4 produktionsfertig ausgestattet sind. ISIS vermutet, dass Iran einerseits die Anreicherung von Uran auf 20 % absichtlich nicht forciert, um nicht noch stärkere Sanktionen oder einen Militärschlag zu provozieren. Gleichzeitig könnte die vermehrte Installation von Zentrifugen in Fordo ein Signal sein, dass die unterirdische Anlage Israel im Falle eines Militärschlags an der Zerstörung der iranischen Anreicherungsanlage hindern würde.

#### Anschlag auf Mostafa Ahmadi Roschan
Am 11. Januar wurde Mostafa Ahmadi Roschan, Chemiker und ein Direktor der Urananreicherungsanlage in Natanz, mittels einer magnetischen haftenden Bombe in Teheran getötet. Im Juni 2012 gab der iranische Informationsminister Heydar Moslehi die Festnahme von 20 Verdächtigen im Zusammenhang mit den Morden an iranischen Nuklearwissenschaftlern bekannt. Moslehi beschuldigte Israel sowie amerikanische und britische Geheimdienste der Beteiligung an den Anschlägen. Im Juli erweiterte Heydar Moslehi seine Vorwürfe auf Deutschland und Frankreich und warf den Geheimdiensten beider Länder ebenfalls Beteiligung an den Anschlägen vor.

#### Sanktionen der EU
Am 23. Januar beschloss die EU wegen des iranischen Nuklearprogramms umfassende Wirtschaftssanktionen, die sich unter anderem gegen die Erdölindustrie und die Zentralbank Irans richten. In deren Rahmen trat am 1. Juli 2012 insbesondere ein Ölembargo in Kraft, für dessen Verhängung der Erste Vizepräsident Irans, Mohammad Reza Rahimi, bereits Ende Dezember 2011 eine Sperrung der für die weltweite Ölversorgung wichtigen Straße von Hormus angedroht hatte.

#### Zwei Besuche der IAEO-Delegation in Iran
Vom 29. bis zum 31. Januar war eine Delegation der IAEO in Iran. Ihr Ziel war die Klärung aller bedeutsamen offenen Fragen. „Das Team unserer Organisation geht in einem konstruktiven Geist nach Iran. Wir vertrauen darauf, dass Iran im selben Geist mit uns zusammenarbeiten wird“, sagte der Generaldirektor der IAEO, Yukiya Amano. Die Delegation sollte nach den Worten von Außenminister Ali Akbar Salehi Zugang zu allen atomaren Anlagen in Iran erhalten. Es wurde gehofft, dass sie auch die neue unterirdische Urananreicherungsanlage Fordo nahe der Stadt Qom besuchen könne. Auch ein weiterer Besuch, unter der Leitung des IAEO-Chefinspekteurs Herman Nackaerts Ende Februar 2012, brachte kein greifbares Ergebnis: Iranische Behörden verweigerten der IAEO den Zugang zu der verdächtigen Militäranlage Parchin südöstlich von Teheran. IAEO-Direktor Yukiya Amano äußerte, man habe in konstruktiver Weise über einen Zugang zu Parchin verhandelt, aber keinen Erfolg gehabt. Der iranische IAEO-Botschafter Soltanieh erklärte zwei Tage nach Abreise der IAEO-Delegation, dass diese auf Aufforderung von Yukiya Amano hätte nach Wien zurückreisen müssen, bevor die Verhandlungen über die Modalitäten einer Inspektion von Parchin abgeschlossen waren. Soltanieh wies darauf hin, dass eine Besichtigung von Militäranlagen nach dem IAEO-Status nicht vorgesehen sei. Für ein Entgegenkommen Irans in dieser Frage müsse zunächst eine rechtliche Grundlage geschaffen werden. Anfang März ließ die iranische Vertretung in Wien vermelden, man werde der IAEO nach 2005 einen weiteren Besuch erlauben. Beide Besuche in Parchin im Jahr 2005 hatten keine Auffälligkeiten ergeben.

#### Kontroverse um die Militäranlage Parchin
Parchin ist ein iranischer Militärkomplex 30 km südöstlich von Teheran. Die IAEO verdächtigte Iran, in Parchin verbotene Forschung zum Bau von nuklearen Sprengköpfen vorzunehmen.
In ihrem Bericht vom November 2012 an den Gouverneursrat der IAEO und den UN-Sicherheitsrat geht die IAEO ausführlich auf per Satelliten beobachtete Aktivitäten in Parchin ein, darunter größere Erdarbeiten, Abriss einiger Gebäude und die Verhüllung des Gebäudes, in dem die Agentur eine Sprengkammer vermutet. Die IAEO sieht zwischen ihrer Forderung, die Anlage in Parchin zu inspizieren, und diesen Arbeiten einen Zusammenhang. Seit 2005, dem Jahr, in dem die IAEO zwei Inspektionen in Parchin durchführen durfte, habe es keine relevanten Arbeiten in Parchin gegeben, seit Anfang 2012 die Forderung zur Inspektion erfolgt sei, wären diese jedoch erfolgt. Der iranische Außenminister Ali Akbar Salehi hat die Äußerungen des IAEO-Generaldirektors Yukiya Amano zur vermuteten „Säuberung“ des Geländes in Parchin als unprofessionell und technisch nicht annehmbar zurückgewiesen. Der ehemalige IAEO-Inspekteur Robert Kelley hält den Verdacht, dass in Parchin eine Sprengkammer für bis zu 70 kg Sprengstoff existieren soll, für nicht stichhaltig und eine solche auch für den Test von Atomwaffen für ungeeignet. Die IAEO erwähnt in ihren Berichten wiederholt, dass sie vermutet, diese Sprengkammer sei im Jahr 2000 installiert worden. Im Jahr 2005 führte die IAEO zwei Inspektionen in Parchin aus, ohne Auffälligkeiten festzustellen.
Die IAEO allerdings sagt in ihrem Bericht, dass die Aktivitäten auf dem Gelände von Parchin die Möglichkeiten zur Verifikation ernsthaft untergraben hätten und verlangt Zugang zu Parchin ohne jegliche weitere Verzögerung und Antworten auf ihre Fragen zu der Anlage. Iran hatte grundsätzlich seine Bereitschaft erklärt, einen weiteren Besuch in Parchin zu gestatten, ist aber bisher nicht zufrieden mit den Vorbereitungen und verlangt dafür weitergehende Absprachen. Iran ist nach dem NPT nicht verpflichtet, der IAEO Zugang zur militärischen Anlage Parchin zu gewähren, da diese nicht zum Atomprogramm Irans gehört. Bei Luftangriffen Israels auf Iran am 26. Oktober 2024 im Rahmen einer Vergeltungsaktion wurde eine streng geheime Forschungsanlage für Atomwaffen auf dieser Militärbasis zerstört.

#### Verhandlungen ab 14. April 2012
Die früheren Gespräche zwischen Iran und der 5+1 Gruppe, bestehend aus den fünf UNO-Vetomächten und Deutschland, waren im Januar 2011 ergebnislos abgebrochen worden. Eine Wiederaufnahme der Gespräche war für den 13. April geplant; zuletzt sträubte sich die iranische Führung gegen den vorgesehenen Verhandlungsort Istanbul. Dies verstärkte Zweifel westlicher Diplomaten, ob die Iraner ernsthaft verhandeln wollen. Am 14. April 2012 wurden die Gespräche dann doch in Istanbul wieder aufgenommen. Im Vorfeld der Gespräche wurden auch die konkreten Forderungen des Westens an Iran bekannt. Die westlichen Staaten verlangten die sofortige Schließung der unterirdischen Atomanlage in Fordo. Außerdem sollte Iran die Anreicherung von Uran auf 20 Prozent stoppen. Die bestehenden Vorräte von rund 100 Kilogramm an diesem höher angereicherten Material müssten außer Landes gebracht werden. Schließlich sollte Iran zu Beginn der neuen Verhandlungsrunde nachweisen, dass es sein Atomprogramm ohne Vorbedingungen diskutieren werde.
Die US-Außenministerin Hillary Clinton hatte im Vorfeld der Gespräche gesagt, sie erwarte ein klares Bekenntnis Teherans zur Abkehr von seinem mutmaßlichen – von Teheran allerdings sowieso dementierten – Atomwaffenprogramm.
Die iranischen Positionen waren wie folgt:
- Beachtung der Fatwa des religiösen Staatsoberhauptes Irans, Ajatollah Ali Chamene’i, in Bezug auf das religiöse Verbot von Produktion, Verbreitung und Einsatz von Massenvernichtungswaffen.
- Ein „Schritt-für-Schritt-Plan“: Die Milderung von Sanktionen führt zu einem verstärkten Entgegenkommen Irans und umgekehrt.
- Gegenseitige Schritte: Jeder positiven oder negativen Aktion der einen Seite folgt eine entsprechende Reaktion der anderen Seite.
- Zugrundelegung des Atomwaffensperrvertrages, der Iran das unveräußerliche Recht auf die Urananreicherung zugesteht.[164]

Nach dieser ersten Gesprächsrunde wurde die Stimmung als konstruktiv beschrieben. Die EU Außenbeauftragte Catherine Ashton kündigte ein schrittweises Vorgehen zur Beilegung des Streites an. Grundlage der Gespräche solle der Atomwaffensperrvertrag sein, wobei die 5+1-Gruppe – Deutschland, China, Frankreich, Großbritannien, Russland und die USA – das Recht Irans auf die friedliche Nutzung der Atomenergie achten werde.
„Wichtig ist, dass sich die Rhetorik der Weltmächte geändert hat, und in einer Atmosphäre von gegenseitigem Respekt können dann auch Ergebnisse erzielt werden“, sagte Irans Unterhändler Said Dschalili.
Vor der Fortsetzung der Gespräche in Bagdad, am 21. Mai 2012 besuchte der IAEO-Generalsekretär Yukiya Amano Teheran. Er bezeichnete die dortigen Gespräche als konstruktiv, es sei auch über ein Abkommen zur Inspektion der umstrittenen Militäranlage in Parchin verhandelt worden, eine Einigung stehe kurz bevor.
Fortgesetzt wurden die Gespräche zwischen der P5+1 und Iran am 23. Mai 2012 in Bagdad. Im Vorfeld lehnte Iran Forderungen nach Einstellung seiner Urananreicherung erneut ab, ebenso wie die Schließung der unterirdischen Anreicherungsanlage in Fordo. Nach Ansicht der IAEO hätte Iran bereits die Planung dieser Anlage offenlegen müssen. Der iranische Botschafter bei der IAEO, Ali Asghar Soltanieh sagte, die Anlage sei sicher und unter Kontrolle der IAEO, es gäbe aus iranischer Sicht keinen Anlass, diese zu schließen.
Bei den Bagdader Gesprächen soll Iran einen Vorschlag für ein Schritt-für-Schritt Programm zur Lösung des Konfliktes vorgelegt haben. Die P5+1 wiederum soll die Einstellung der Urananreicherung zur Vorbedingung für weitere Gespräche gemacht haben, was Iran erneut unter Berufung auf den Atomwaffensperrvertrag abgelehnt habe. Man habe Iran im Gegenzug zur Einstellung der Urananreicherung unter anderem die Lieferung von medizinisch nutzbaren Isotopen und dringend benötigten Ersatzteilen für iranische Flugzeuge sowie eine Kooperation in der Atomsicherheit angeboten. Positiv bewertete die Verhandlungsführerin der P5+1, Catherine Ashton, dass Iran sich bereit erklärt habe, über die Urananreicherung auf 20 % zu verhandeln. Schließlich einigte man sich auf ein weiteres Treffen am 18.+19. Juni in Moskau.
Nachdem eine Sitzung des IAEO-Gouverneursrates am 6. Juni 2012 in Wien ohne Iran-Resolution zu Ende gegangen war, fand am 8. Juni 2012 eine weitere Gesprächsrunde zwischen der IAEO und Iran in Wien statt. Der Chefinspekteur der IAEO, Herman Nackaerts, zeigte sich danach enttäuscht. Iran habe bereits behandelte Themen wieder in Frage gestellt und neue Fragen aufgeworfen. Iran bestehe darauf, dass Themen, die mit der IAEO bereits verhandelt wurden, nicht wieder geöffnet werden dürften und wolle außerdem keine Auskunft zu ausländischen Bezugsquellen für Nuklearmaterial geben.
Die Gespräche am 18. und 19. Juni in Moskau endeten ohne konkrete Ergebnisse. Es sei nicht gelungen, die entscheidenden Streitpunkte beizulegen, sagte die EU-Außenbeauftragte Catherine Ashton, die die Delegation der fünf UNO-Vetomächte und Deutschlands leitete. In zwei Wochen solle es ein „technisches Treffen“ in Istanbul geben. Davon werde abhängen, ob es weitere diplomatische Gespräche mit Iran gebe. Das Treffen auf der Ebene technischer Experten fand am 3. Juli in Istanbul statt. Fortgesetzt werden sollen die Gespräche auf nächsthöherer Ebene zwischen der stellvertretenden EU-Außenbeauftragten Helga Schmid und Ali Baqeri, Vize für Außenpolitik und internationale Sicherheit des Generalsekretärs des Hohen Rates für Nationale Sicherheit Irans.
Im August 2012 wurden Gespräche unter leitenden Beamten der IAEO und iranischen Vertretern ohne Einigung über die strittigen Punkte und ohne Vereinbarung eines neuen Gesprächstermins beendet.
Am 18. September fand ein Treffen zwischen dem IAEO-Generalsekretär Yukiya Amano und Fereydoun Abbasi, Vizepräsident Irans und Leiter der iranischen Atomenergiebehörde, statt. Es wurden keine konkreten Vereinbarungen getroffen, nur die Notwendigkeit und gegenseitige Bereitschaft zu weiteren Verhandlungen betont.
Am 9. November 2012 teilte IAEO-Sprecherin Gill Tudor mit, dass beide Seiten sich geeinigt hätten, am 13. Dezember in Teheran weitere Gespräche führen zu wollen. Das Ziel sei, sich auf einen Weg zu einigen, wie man die offenen Fragen zum iranischen Atomprogramm klären könnte.
Am 13. Dezember 2012 fand wie geplant das Treffen zwischen leitenden Beamten der IAEO und iranischen Vertretern in Teheran statt. Der Vize-Generaldirektor der IAEO, Herman Nackaerts, sprach nach seiner Rückkehr von Fortschritten bei der Ausarbeitung des Textes für einen „strukturierten Ansatz“ zur Klärung der offenen Fragen. Bei diesem Besuch sei der Delegation kein Zugang zur Militäranlage in Parchin gestattet worden, dieser sei jedoch Bestandteil des „strukturierten Ansatzes“. Die Atmosphäre bei den Gesprächen sei gut gewesen und man hoffe, die Vereinbarung beim nächsten Treffen am 16. Januar 2013 abzuschließen und zügig umsetzen zu können.
Der iranische Vertreter bei der Internationalen Atomenergieagentur IAEO, Ali Asghar Soltanieh, hat die Gespräche ebenfalls als konstruktiv bezeichnet und meinte, man habe positive Fortschritte erzielt.

#### Iranische Stellungnahmen
Im Juni 2012 äußerte der iranische Botschafter bei der IAEO, Ali Asghar Soltanieh, bei der turnusmäßigen Sitzung des IAEO-Gouverneursrates in Wien heftige Kritik an den Entscheidungsprozessen innerhalb der IAEO und daran, dass nach iranischer Auffassung die IAEO von ihren Statuten erheblich abweiche und ihren Aufgaben in Bezug auf die weltweite Unterstützung bei der Forschung, Entwicklung und Nutzung der Atomenergie zu friedlichen Zwecken nicht nachkomme. Unter anderem sprach er folgende Punkte an:
Die Finanzierung der entsprechenden Aufgaben sei nach fünf Jahrzehnten noch ungelöst. Statt diesen Aufgaben nachzukommen, habe sich die Agentur in die inneren Angelegenheiten von einigen Mitgliedsstaaten, darunter auch Irans eingemischt, wolle den Staaten die freiwilligen Sicherheitsmaßnahmen („Safeguards“) aufzwingen und habe zugelassen, dass seine Inspektoren dazu gedrängt würden, an Geheimdienstmaßnahmen teilzunehmen.
Die Agentur würde in ihrer Abteilung für Sicherheitsmaßnahmen („Safeguards“) mit Geheimdienstmitarbeitern zusammenarbeiten, die von einigen Staaten als „Cost free experts“ zur Verfügung gestellt würden. Das würde zum Durchsickern vertraulicher Informationen und zur Gefährdung der Sicherheit von Mitgliedsstaaten führen.
Ferner kritisierte er, dass die IAEO auf Druck der UN freiwillige Bestandteile wie das Zusatzprotokoll zum NPT wie verpflichtende Auflagen behandle. Die IAEO sei der UN, auch dem UN-Sicherheitsrat nicht verpflichtet, sondern ihren Mitgliedsstaaten.
Soltanieh kündigte eine Initiative zu Strukturreformen in der IAEO an.
Am 12. September übergab der ständige Vertreter Irans bei der IAEO, Ali Asghar Soltanieh, eine Stellungnahme, überschrieben „Fakten über die iranische Nuklearpolitik“. Dieses Dokument enthält Aussagen des verstorbenen Revolutionsführers und Staatsgründers Ajatollah Chomeini und seines Nachfolgers und amtierenden Staatsoberhauptes Ajatollah Chamenei. Diese Äußerungen enthalten die Verurteilung von Atomwaffen und anderen Massenvernichtungswaffen als unverzeihliche Sünde. Es wird versichert, dass die Islamische Republik Iran seit ihrer Gründung diese Politik verfolgt und nie ein militärisches Atomprogramm betrieben habe und dieses auch in der Zukunft nicht tun würde. Iran habe die Schaffung eines atomwaffenfreien Mittleren Ostens vorgeschlagen und fühle sich daran gebunden.
Dass die iranische Akte bei der IAEO noch nicht geschlossen sei, liege nicht an den Ergebnissen der routinemäßigen Kontrollen der IAEO, sondern an Beschuldigungen westlicher Länder. Iran fühle sich dem NPT verpflichtet, werde aber seine Rechte auf ein nicht militärisches Atomprogramm einschließlich der Urananreicherung nicht aufgeben.
Das Schreiben endet mit einem Appell, zu einem Dialog ohne Vorbedingungen und auf Augenhöhe.

#### Erneute Sabotage
2012 wurden die iranischen Atomanlagen mithilfe eines Computerwurms sabotiert, der nachts bei voller Lautstärke das Lied Thunderstruck von AC/DC abspielte.

### 2013

#### Bericht desInstitute for Science and International Security
Fünf Experten des US-amerikanischen Institute for Science and International Security (ISIS) veröffentlichten am 14. Januar 2013 einen 154-seitigen Bericht über Amerikas Nonproliferationsstrategie für einen sich ändernden Nahen Osten. In diesem Bericht warnen sie vor dem fortgeschrittenen iranischen Atomprogramm: „Vor dem Hintergrund der Entwicklungskurve von Irans Atomprogramm schätzen wir, dass Iran Mitte 2014[veraltet] kritische Kapazitäten erreichen könnte.“ In dem Bericht empfehlen die Experten den Vereinigten Staaten und ihren Partnern, bestehende Sanktionen zu intensivieren, bevor Irans Atomprogramm seinen kritischen Punkt Mitte 2014[veraltet] erreichen wird.

#### Verhandlungen in Almaty im Februar
Am 26. und 27. Februar 2013 fand im kasachischen Almaty eine weitere Verhandlungsrunde der Gruppe „5+1“ (die UNO-Vetomächte plus Deutschland) mit Iran statt. Verhandlungsführerin der „5+1“ war wie im Vorjahr Catherine Ashton, auf iranischer Seite Said Dschalili. Asthon sprach davon, dass man Iran ein nicht näher beschriebenes „vertrauensbildendes Angebot“ vorgelegt habe. Man einigte sich darauf, am 18. März in Istanbul weitere Gespräche auf Expertenebene zu führen und am 5./6. April auf der Ebene der Politischen Direktoren erneut in Almaty zusammenzukommen. Dschalili äußerte, dass aus iranischer Sicht einige der Äußerungen seiner Verhandlungspartner realistischer seien und man habe versucht, sich in manchen Fällen den iranischen Standpunkten anzunähern.

#### Verhandlungen in Almaty im April
Am 5./6. April fand wie geplant die nächste Gesprächsrunde zwischen Iran und der Gruppe „5+1“ in Almaty statt. Die abschließende Stellungnahme von Catherine Ashton gab bekannt, dass die Einzelheiten des im Februar von den „5+1“ vorgelegten „vertrauensbildenden Angebotes“ vertieft diskutiert worden seien, die Standpunkte aber noch weit voneinander entfernt seien. Man habe vereinbart, zunächst in den jeweiligen Regierungssitzen den Stand der Verhandlungen zu diskutieren und dann zwischen Catherine Ashton und Said Dschalili das weitere Vorgehen abzuklären.
Im Interview lobte Asthon dennoch die Qualität der Verhandlungen. Erstmals habe sie einen Austausch zwischen der Gegenseite und den „5+1“ gesehen, sagte die EU-Diplomatin. Alle Fragen seien detaillierter diskutiert worden als zuvor.
Dschalili sagte in seiner abschließenden Erklärung, man habe den nach den ersten Verhandlungen in Almaty und dem Expertentreffen zwischen diesem und dem jetzigen Verhandlungen aktualisierten „Handlungsplan“ Irans ausführlich und substantiell diskutiert. Iran habe zahlreiche Fragen der Verhandlungspartner beantwortet. Die Positionen seien noch voneinander entfernt, da die Islamische Republik Iran bei vielen Gelegenheiten auf die Rechte des iranischen Volkes – einschließlich des Rechts auf Urananreicherung – hingewiesen habe und die Beendigung feindseliger Verhaltensweisen fordere. Darauf basierten ihre Vorschläge, die zu einer konstruktiven weiteren Verfahrensweise beitragen sollen. Jetzt liege es an den P5+1-Mitgliedern, auf die neuen Vorschläge der Islamischen Republik Iran einzugehen und ihre Bereitschaft und Ernsthaftigkeit zu zeigen, vertrauensbildende Maßnahmen zu ergreifen.

#### Verhandlungen in Genf im Oktober
Am 15. und 16. Oktober fand die erste Verhandlungsrunde mit den Unterhändlern des neuen iranischen Präsidenten Hassan Rohani in Genf statt. Dabei wurde die iranische Delegation von Außenminister Mohammed Dschawad Sarif geleitet, der bereits von 2003 bis 2005 zusammen mit Rohani zum Verhandlungsteam gehörte. Die Iraner überraschten die Teilnehmer der 5+1-Gruppe mit einem Auftritt, der in Geschwindigkeit und Professionalität in deutlichem Kontrast zu den Auftritten der vergangenen Delegationen um Said Dschalili stand. Diesmal wurden die Gespräche in englischer Sprache geführt und Iran präsentierte einen Dreistufenplan, der von beiden Seiten Zugeständnisse innerhalb eines Monats, innerhalb einer mittelfristigen sowie einer langfristigen Phase verlangt. Die Vorschläge und das Auftreten der iranischen Seite signalisierten den Willen nach einer schnellen Lösung. Die Powerpoint-Präsentation der Iraner hatte den Titel: „Beendigung einer unnötigen Krise und Eröffnung eines neuen Horizonts“. Beide Seiten zeigten sich nach dem Treffen zuversichtlich. EU-Chefdiplomatin Catherine Ashton lobte die Gespräche als „sehr intensiven und wichtigen Beitrag“. Erstmals wurde eine gemeinsame Erklärung verfasst. Eine weitere Verhandlungsrunde wurde für den 7. und 8. November vereinbart. Nach Angaben iranischer Medien kam am Rande des offiziellen Termins auch ein Treffen zwischen dem iranischen Vizeaußenminister Abbas Araghchi und der amerikanischen Staatssekretärin Wendy R. Sherman zustande. Anschließend wurden die iranischen Vorschläge auch vom Weißen Haus vorsichtig gelobt.

#### Übergangsabkommen
Die 5+1 Staaten (UN-Vetostaaten und Deutschland) und Iran einigten sich nach jahrelangem Streit am 24. November 2013 in Genf (Schweiz) auf ein Übergangsabkommen. Iran verpflichtet sich darin für die nächsten 6 Monate u. a. die Urananreicherung auf 5 Prozent zu begrenzen, keine weiteren Zentrifugen in Betrieb zu nehmen, die Arbeiten am Schwerwasserreaktor in Arak zu beenden und den Inspektoren der IAEO Zugang zu den bezeichneten Anlagen zu ermöglichen. Im Gegenzug werden die Sanktionen für den Übergangszeitraum gelockert und Iran wirtschaftliche Hilfen in Höhe von 7 Milliarden US-Dollar gewährt. Das Übergangsabkommen tritt am 20. Januar 2014 in Kraft. Erste Zahlungen in Höhe von 550 Millionen US-Dollar sollen zum 1. Februar erfolgen.

### 2014

#### Verhandlungen in Wien im Juli

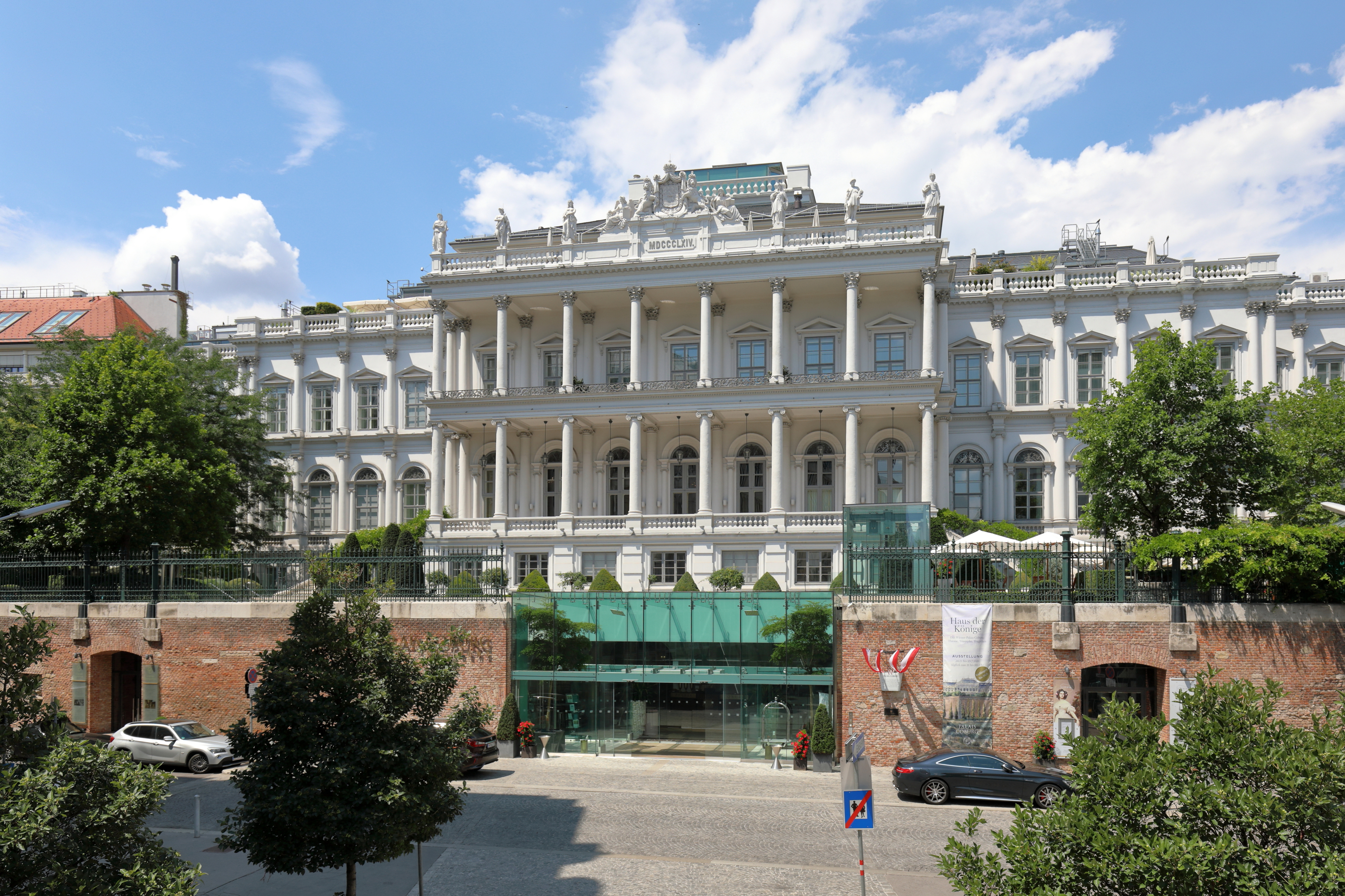
Das Palais Coburg in Wien diente 2014 mehrmals als Verhandlungsort.

Im Juli wurden die Verhandlungen über das iranische Atomprogramm im Wiener Palais Coburg wieder aufgenommen. Anwesend waren die fünf Außenminister der UNO-Vetomächte, Deutschlands und Irans. Nachdem die Verhandlungen nach wenigen Tagen ergebnislos zu Ende gingen, wurde ein weiterer Termin für November festgelegt und die auslaufende Frist des Übergangsabkommens bis dahin verlängert.

#### Verhandlungen in Wien im November
Erneut saßen die Außenminister der sogenannten 5+1 Staaten (UN-Vetomächte + Deutschland) mit dem Außenminister Irans, Mohammed Dschawad Sarif, in Wien an einem Verhandlungstisch und setzten die Verhandlungen im Palais Coburg fort. Die Gespräche wurden von allen Seiten zunächst als konstruktiv bezeichnet, jedoch endete auch diese Verhandlungsrunde scheinbar ergebnislos nach wenigen Tagen. Die Beteiligten, allen voran US-Außenminister John Kerry, sprachen aber nicht von einem Scheitern der Verhandlungen. Man sei in den wenigen Tagen sehr weit gekommen, doch hätten sich die Standpunkte der einzelnen Parteien nun festgefahren. Die anwesenden Außenminister einigten sich auf eine weitere Verlängerung des JPOA (Joint Plan of Action, gemeinsamer Aktionsplan) bis zum 30. Juni 2015, wobei Iran in dieser Zeit die Möglichkeit auf Erleichterungen der Internationalen Sanktionen im Volumen von 560 Millionen Euro monatlich bekommen soll.
Noch in diesem Jahr solle es eine weitere Verhandlungsrunde in Oman geben, betonten die Außenminister. Unterdessen wies Österreichs Außenminister Sebastian Kurz darauf hin, dass Wien auch für die Verhandlungen im Sommer 2015 als Tagungsort geplant sei.

### 2015

#### Verhandlungen in Lausanne im März
Am 2. April vereinbarten die fünf Vetomächte, Deutschland und Iran einen Rahmenvertrag – den Joint Comprehensive Plan of Action (JCPOA, „Gemeinsamer umfassender Aktionsplan“, das sogenannte Atomabkommen). Laut diesem Kompromiss unterzieht Teheran sein Atomprogramm einer Kontrolle bis 2025. Er begrenzt die Kapazität Irans zur Urananreicherung. Bereits angereichertes Uran wird ins Ausland gebracht.
Vereinbart wurde unter anderem:
- die 19.000 Zentrifugen auf 6104 zu reduzieren,
- Uran für mindestens 15 Jahre nicht über 3,67 Prozent anzureichern,
- den Bestand von etwa 10.000 kg niedrig angereichertem Uran (LEU) auf 300 kg zu reduzieren,
- die Breakout-Timeline (die Zeit, die Iran benötigt, um genug spaltbares Material für eine Atomwaffe herzustellen) von bisher 2 bis 3 Monaten auf ein Jahr hochzusetzen,
- in der Atomanlage Fordo bis 2030 keine Anreicherung vorzunehmen und zwei Drittel der dortigen Zentrifugen abzubauen,
- den Schwerwasserreaktor in Arak umzugestalten, um die Herstellung waffenfähigen Plutoniums zu verhindern.

Als Gegenleistung werden die Sanktionen Zug um Zug aufgehoben.
Reaktionen
US-Präsident Barack Obama sprach von einer „historischen Übereinkunft“, sein Außenminister John Kerry von einem „historischen Abkommen“. Der deutsche Außenminister Frank-Walter Steinmeier nannte die Vereinbarung einen „großen und entscheidenden Schritt nach vorne“, der britische Außenminister Philip Hammond sprach von einer guten Grundlage für ein möglicherweise „sehr gutes Abkommen“. Die israelische Regierung nannte den JCPOA-Plan „einen historischen Fehler“, wenn er Grundlage eines Abkommens werde.
Der iranische Vize-Außenminister Abbas bezeichnete die Verhandlungen als „größte Errungenschaft Irans“, mit der das iranische Atomprogramm vom Westen anerkannt würde.
Irans Präsident Hassan Rohani sprach von einem „ersten Schritt zu einer konstruktiven Zusammenarbeit mit der Welt.“
Der oberste geistliche und politische Führer Irans, Ali Chamene’i, warnte in einer im Fernsehen übertragenen Rede vor einem schlechten Deal. Der Erhalt der „Errungenschaften des Iran in der Atomtechnik“ sei Bedingung für ein Abkommen. Auch die Überwachung von Militäreinrichtungen aufgrund der internationalen Kontrolle des Atomprogramms und eine nur stufenweise Aufhebung der Sanktionen lehnte er ab. Rohani pflichtete dem bei: Es werde keine Vereinbarung unterzeichnet, „wenn nicht am selben Tag alle Sanktionen aufgehoben werden“.

#### Verhandlungen in Wien

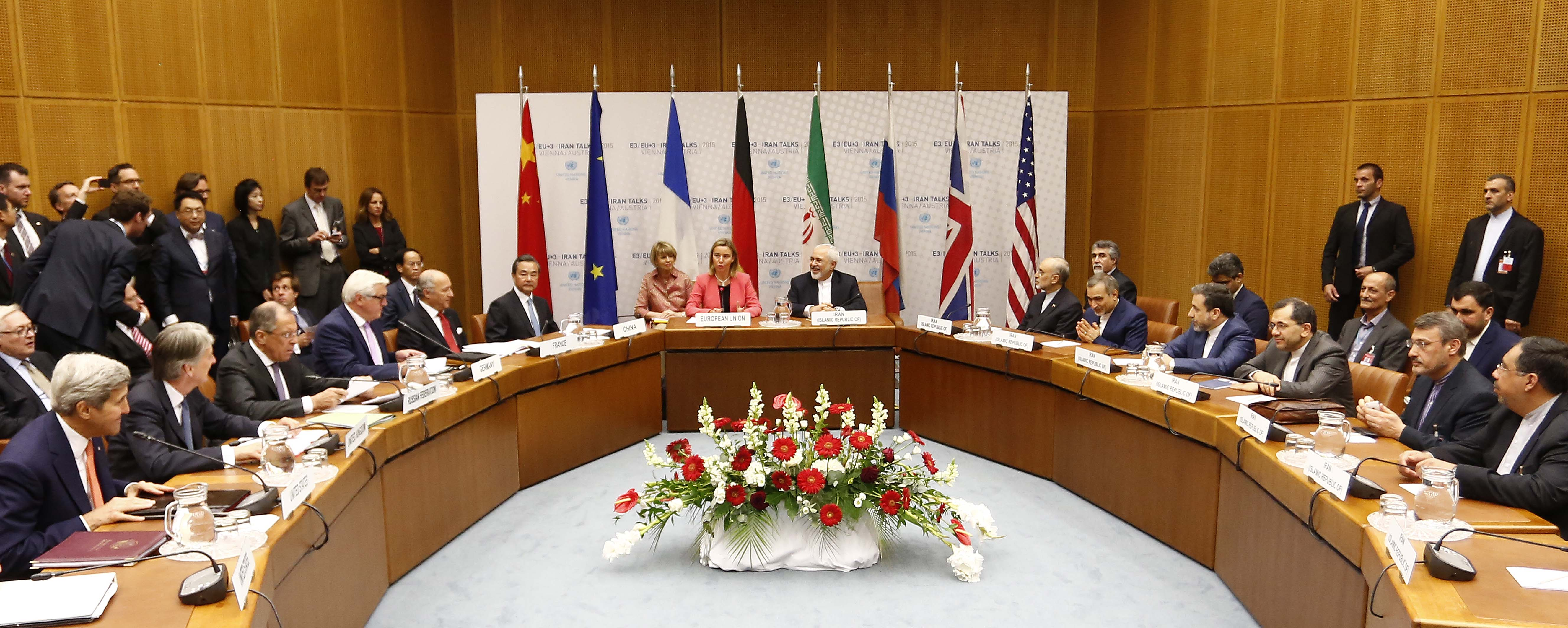
Abschluss der Verhandlungen in Wien

Ab 27. Juni kamen die über 250 Verhandler der 5+1-Gruppe (USA, China, Russland, Großbritannien und Frankreich plus Deutschland) und Irans erneut im Wiener Palais Coburg zusammen und setzten ihre Gespräche fort. Das ursprüngliche Ziel einer endgültigen Lösung bis zum Ablaufen der bereits mehrmals verlängerten Frist am 30. Juni wurde schnell verworfen. Die ebenfalls anwesende EU-Außenbeauftragte Federica Mogherini erklärte jedoch, dass es bei den Verhandlungen Flexibilität gebe und die Gespräche mehrere Tage dauern würden. Irans Außenminister Mohammed Dschawad Sarif zeigte sich von einem Übereinkommen im Atomkonflikt überzeugt, sofern der Westen keine „exzessiven Forderungen“ stelle.

### Einigung, Abschluss des Abkommens
In der Nacht zum 14. Juli 2015 wurde nach 13 Jahren Atomstreit eine Einigung (das „Atomabkommen“) verkündet.

### 2016
Am 16. Januar 2016 trat sieben Monate nach dem Atomvertrag von Genf das Atomabkommen von Wien in Kraft, und die westlichen Sanktionen wurden aufgehoben. Am Tag darauf erließen die USA neue Sanktionen. Zuvor erfolgten Raketentests Irans, die gegen eine UN-Resolution zur Begrenzung der Entwicklung nuklearfähiger Raketen verstießen.
Mehrere Raketentests im März 2016 wurden von den USA, Großbritannien, Frankreich und Deutschland in einem Brief an den UN-Sicherheitsrat als Verstoß gegen das Abkommen gewertet. „Angemessene Reaktionen“ müssten diskutiert werden. Die getesteten Raketen könnten „grundsätzlich Atomsprengköpfe transportieren“.

### 2018
Schon im Wahlkampf 2016 hatte der spätere US-Präsident Donald Trump das Atomabkommen mit Iran kritisiert. Auch ermutigt durch dessen Haltung warnte der israelische Ministerpräsident Benjamin Netanjahu vor einem angeblichen Atomprogramm Irans. In einer auf Englisch abgehaltenen Pressekonferenz präsentierte er angebliche Beweise für Irans Atomwaffen. Keine der Informationen war jedoch neu und untermauerte seine Behauptung. Dennoch warnte er, durch die Aufhebung der Sanktionen könne sich Iran gleichzeitig bereichern und in großem Umfang Uran anreichern. Er forderte, das Abkommen entweder neu zu verhandeln oder aufzukündigen.
Am 8. Mai 2018 kündigte Trump an, dass sich die USA aus dem Atomabkommen mit Iran zurückziehen werden. Gleichzeitig wolle er die Sanktionen gegen das Land wieder in Kraft setzen. Noch am selben Abend äußerte der französische Präsident Macron auch im Namen der Regierungschefs von Großbritannien und von Deutschland sein Bedauern über den einseitigen Ausstieg der USA aus dem Abkommen. Die Sanktionen der USA gegen Iran sollten ab dem 6. August 2018 in Kraft treten.

### 2019
Im Januar 2019 gründeten die drei EU-Mitgliedsländer Deutschland, Frankreich und Großbritannien die Zweckgesellschaft INSTEX, um den Zahlungsverkehr für Iran-Geschäfte abwickeln zu können, da sich private Banken bei der Verwendung des US-Dollars Strafen ausgesetzt sehen. Die Europäische Union erwies sich jedoch als nicht willens aus Instex ein handlungsfähiges Instrument zu machen, so dass die scheinbare politische Opposition der Europäer gegen die USA in der Realität folgenlos blieb. Ohne die versprochene europäische Unterstützung mache das Festhalten am Atomabkommen für Präsident Rohani keinen Sinn, folgerte Mathias Brüggmann im Handelsblatt.

### 2020
Am 5. Januar 2020 gab Iran bekannt, sich vollständig aus dem Atomabkommen zurückzuziehen. Dieser Schritt erfolgte zwei Tage nach Tötung des iranischen Generals Qasem Soleimani durch einen US-amerikanischen Luftangriff. Dies brachte die USA und Iran an den Rande eines bewaffneten Konflikts.
Im Juni und Juli 2020 gab es Berichte über mehrere Explosionen in Iran, bei denen auch Anlagen betroffen waren, die mit dem iranischen Atomprogramm in Verbindung stehen. So war zum Beispiel der Parchin-Militärkomplex betroffen, ein Teheraner Krankenhaus mit 19 Toten, die Kraftwerke in Schiaz und Ahvaz, zwei Fabriken in Mahschahr und Bagherschahr sowie am 2. Juli 2020 die Anlage in Natanz. Ob es sich bei den Explosionen um eine Anschlagsserie eines Geheimdienstes oder eine Unglücksserie handelte, wurde nicht bekannt, häufig wurde vom iranischen Verteidigungsministerium eine Gas-Explosion genannt.
Am 27. November 2020 wurde der iranische Atomphysiker, General der Revolutionsgarde und Universitätsdozent Mohsen Fachrisadeh durch ein Attentat getötet. Er hatte früher an der Imam-Hossein-Universität in Teheran Physik unterrichtet und war zuletzt Leiter des im Jahr 2011 von ihm gegründeten, dem Ministerium für Verteidigung und Logistik der Streitkräfte in Iran angegliederten Instituts „Organisation für Innovation und Forschung in der Verteidigung“ an der Malek-Aschtar-Universität der Technologie. Dieses gilt westlichen Geheimdiensten als Tarnorganisation, in der Aspekte des geheimen militärischen Atomprogramms Irans fortgeführt werden sollen. Fachrisadeh soll Anfang der 2000er-Jahre maßgeblich daran beteiligt gewesen sein, dass Iran ein komplettes und funktionsfähiges Atomsprengkopf-Design entwickelt und zumindest Komponenten davon auch getestet habe; er wurde deshalb als „Vater der iranischen Atombombe“ bezeichnet. Iran verdächtigt Israel, für das Attentat verantwortlich zu sein. In den vergangenen 15 Jahren sollen Geheimdienste Israels bereits mehrmals geplant haben, einen Anschlag auf Fachrisadeh durchzuführen.
Iran beschloss, die Urananreicherung von ehemals 4,5 auf 20 Prozent hochzufahren. Ende November verabschiedeten Hardliner und Regierungskritiker im iranischen Parlament ein Atomgesetz, nach dem die AEOI pro Jahr 120 Kilogramm auf 20 Prozent angereichertes Uran herstellen und lagern soll. Zugleich ermöglicht das Gesetz auch, UN-Inspekteuren den Zugang zu iranischen Atomanlagen zu beschränken oder zu verbieten, was einen Ausstieg aus dem Zusatzprotokoll der IAEA bedeutet. Iran signalisierte aber gleichzeitig Gesprächsbereitschaft und sei bereit, wieder zum Atomabkommen zurückzukehren, wenn die anderen Partner ebenfalls wieder zum Atomabkommen zurückkehren. Präsident Hassan Rohani kritisierte das Gesetz, weil es die Rettung des Wiener Atomabkommens von 2015 gefährdet.

### 2021
Im Januar 2021 begann Iran in der Atomanlage Fordo gemäß dem Atomgesetz vom November wieder 20-prozentiges Uran herzustellen. Die Internationale Atomenergiebehörde IAEA wurde davon genauso in Kenntnis gesetzt wie auch von der Absicht Irans, Forschungen zur Uranmetall-Produktion zu intensivieren. Die EU3-Staaten Deutschland, Frankreich und Großbritannien kritisierten die Anreicherung stark und forderten Iran auf, diese unverzüglich zu stoppen. Die EU bekräftigte allerdings, dass sie weiterhin zum internationalen Atomabkommen stehen würde.
Im Februar 2021 erklärte Iran, freiwilligen Transparenzmaßnahmen zum Abkommen nicht mehr nachzukommen und einem Zusatzprotokoll, das kurzfristige Besuche von IAEA-Inspektoren vorsieht, nicht weiter zu folgen. Nicht mehr als 24 Stunden nachdem im April 2021 in der Atomanlage Natanz neue Zentrifugen, die den Urananreicherungsgrad auf 60 Prozent erhöhen sollen, in Betrieb genommen worden waren, gab es einen Zwischenfall im Stromverteilnetz der Anlage. Die israelische Tageszeitung »Haaretz« berichtete diesbezüglich von einer Cyberattacke des israelischen Geheimdienstes Mossad. Dessen ungeachtet wurden wie geplant in Wien ab dem 15. April 2021 die seit 2018 ausgesetzten Gespräche von Vertretern Irans, des Vereinigten Königreichs, Frankreichs, Chinas, Russlands und Deutschlands über die Begrenzung des iranischen Nuklearprogramms wieder aufgenommen.
Am 6. Juli warf die „Internationale Atomenergiebehörde“ (IAEA) Iran vor, sich immer weiter von den Vereinbarungen des Atomabkommens von 2015 zu entfernen. IAEA-Vorsitzender Rafael Grossi sagte an Dienstag, dem 6. Juli, dass Teheran die Produktion von Uranmetall mit einer Anreicherung von 20 Prozent beabsichtige. Daraufhin reagierten Deutschland, Frankreich und Großbritannien mit scharfer Kritik an Iran. Iran habe keinen glaubwürdigen zivilen Bedarf für solch eine Menge an Uranmetall, war in einem gemeinsamen Statement der Außenministerien der Länder vom 6. Juli zu lesen. Die Produktion von Uranmetall sei ein „wichtiger Schritt in der Entwicklung einer nuklearen Waffe“, so das Statement. Zudem sei besorgniserregend, dass es bisher keinen Termin für eine Fortsetzung der Wiener Gespräche über eine Wiederbelebung der Nuklearvereinbarung von 2015 gebe.

### 2022
Es gab Anfang 2022 einen neu verhandelten Nukleardeal zwischen Iran und den P5+1. Als Hauptgrund der fehlenden Finalisierung des Deals wird die Aufrechterhaltung der U.S.-Sanktionen angegeben. Zudem verschärfe Iran den Konflikt, in dem das Land weiter hochangereichertes Uran herstellt und Messkameras für Anreicherungsprozesse ausschaltete.
Mitte September 2022 kritisierten die Regierungen von Deutschland, Frankreich und dem Vereinigten Königreich im Zusammenhang mit den Atomverhandlungen Iran: „Leider hat sich Iran entschlossen, diese entscheidende diplomatische Chance nicht zu ergreifen. Stattdessen setzt das Land die Eskalation seines Nuklearprogramms weit über das hinaus fort, was sich auf plausible Weise aus zivilen Gründen rechtfertigen ließe“. Bundeskanzler Olaf Scholz bewertete die Zukunft des Iran-Atomabkommens skeptisch. Iran habe die nötigen Zusagen nicht gemacht, sagte Scholz am 12. September 2022 nach einem Treffen mit dem israelischen Ministerpräsidenten Jair Lapid. Er schloss sich jedoch nicht dessen Aufforderung an, die Verhandlungen mit Iran zu stoppen.

### 2023
Nach einer unangekündigten Inspektion der Atomanlage Fordo am 21. Januar 2023 berichtete die Internationale Atomenergie-Organisation (IAEO) Anfang Februar 2023, dass Iran die Konfiguration einiger Zentrifugen in der Anlage ohne Vorankündigung (was laut IAEO aber nach den internationalen Abmachungen nötig gewesen wäre) deutlich verändert habe und Uran dort nun auf einen Reinheitsgrad von bis zu 60 Prozent und damit fast auf Waffenqualität angereichert werden kann. Der iranische Atomchef Mohammad Eslami erklärte daraufhin, dass Iran der IAEO eine Erklärung geliefert habe. Deutschland, Frankreich, Großbritannien und die USA schlossen einen zivilen Nutzen jenes Urans aus und riefen Iran dazu auf, mit der IAEO zu kooperieren.

### 2024
Bei dem am 26. Oktober erfolgten israelischen Luftangriff auf Iran wurde eine streng geheime Forschungsanlage für Atomwaffen auf der vermeintlich stillgelegten Militärbasis Parchin zerstört, die 30 Kilometer südlich von Teheran liegt.

### 2025
Das israelische Militär erklärte, es habe im Rahmen der Operation Rising Lion die iranische Urananreicherungsanlage in Natanz und weitere Atomanlagen in Iran am 13. Juni 2025 mit Raketen angegriffen und dabei einen unterirdischen Komplex mit Zentrifugen getroffen.
Im Zuge des Kriegseintritts der USA am 22. Juni 2025 griffen die USA die Atomanlagen Isfahan, Natan und Fordo an. Hierzu setzten die USA sowohl von Tarnkappenflugzeugen des Typs B-2 abgeworfene bunkerbrechende Bomben, als auch von U-Booten gestartete Marschflugkörper ein. Über das Ausmaß der Schäden liegen bislang widersprüchliche Medienberichte vor.

## Geheimdienstberichte

### 2006
Der deutsche Bundesnachrichtendienst (BND) unterrichtete Politiker in Berlin am 19. Januar 2006 davon, Iran könne innerhalb weniger Monate eine Atombombe bauen. Zudem wurden in Iran zahlreiche weitere verborgene Einrichtungen vermutet – nach Erkenntnissen des deutschen Bundesnachrichtendienstes seien es mindestens 20. Von diesen soll es auch verifizierte Satellitenaufnahmen geben. Schon im September 2005 hatte der israelische Außenminister Silwan Schalom davor gewarnt, Iran könne sich binnen eines halben Jahres das Wissen zum Bau einer Kernwaffe aneignen. BND-Chef Ernst Uhrlau zufolge verfügen die – in Medienberichten nicht näher spezifizierten – Geheimdienste über Erkenntnisse, wonach Iran versuche, Lasertechnologie auf dem internationalen Markt zu erwerben, die auch beim Bau moderner Raketen zum Einsatz kommen könne.

### 2007
Iran ist nach Einschätzung der US-Geheimdienste nicht im Besitz von Atomwaffen, wie es in Meldungen Anfang Februar 2007 hieß. Iran habe wahrscheinlich auch noch kein für die Atomwaffenproduktion notwendiges spaltbares Nuklearmaterial produziert oder erworben, sagte der US-Geheimdienstdirektor John Negroponte. Dennoch sei die Möglichkeit, dass Iran Atomwaffen herstelle und Raketen damit ausstatte, ein „Grund zur äußersten Besorgnis“.
Nach einem Bericht aller 16 US-Geheimdienste, veröffentlicht am 3. Dezember 2007, hat Iran aller Wahrscheinlichkeit nach im Herbst 2003 sein Atomwaffenprogramm eingestellt. In dem Bericht heißt es: „Die iranische Regierung von Präsident Mahmud Ahmadinedschad ist weniger entschlossen als bisher angenommen, ein Atomarsenal zu entwickeln. Das Land sei frühestens Ende 2009 technisch in der Lage, hochangereichertes Uran für den Bau von Atomwaffen herzustellen. Doch auch das sei sehr unwahrscheinlich.“ Die Produktion von genügend hochangereichertem Uran zur Herstellung eines einzigen Sprengkopfs sei Iran zudem frühestens im Jahr 2015[veraltet] möglich.

### 2009
Die Nachrichtenagentur Reuters zitierte am 10. März 2009 den amerikanischen Nationalen Geheimdienstchef Dennis C. Blair: „Iran besitzt nach Einschätzung der US-Geheimdienste kein waffenfähiges Uran und hat auch noch nicht über dessen Herstellung entschieden.“
Nach einem Bericht der New York Times vom 9. September 2009 hat Iran nach Einschätzungen des amerikanischen Geheimdienstes inzwischen genügend Brennstoff beisammen, um „schnell“ eine Atombombe bauen zu können. Die Inspekteure würden jedoch sofort Alarm schlagen, sollte Teheran die Anreicherung der Uranvorräte hin zu waffenfähigem Material betreiben. Vor dem Bau einer einsatzfähigen Atomwaffe müsste Iran jedoch ein Sprengkopf-System entwickeln oder einkaufen, das über die nötige Auslösetechnik für die Bombe verfügt. Die IAEO-Inspekteure zählten bei ihren letzten Besuchen in Irans Urananreicherungszentrum Natanz mehr als 8000 Zentrifugen. Allerdings war dem Untersuchungsbericht zufolge nur die Hälfte in Betrieb.

### 2010
Nach einem Bericht der Süddeutschen Zeitung vom 4. Februar 2010 besitzt Iran Baupläne für einen fortgeschrittenen Atomsprengkopf. Die Pläne kommen von einem Wissenschaftler aus einem früheren sowjetischen Nuklearwaffenlabor. Westliche Geheimdienste und Diplomaten bestätigten entsprechende Informationen aus einem Papier, das den Kenntnisstand der Inspektoren der Internationalen Atomenergiebehörde zusammenfasst.
Nach Einschätzung des amerikanischen Geheimdienstes CIA habe Iran bis zum 28. Juni 2010 niedrig angereichertes Uran in solcher Menge hergestellt, dass damit noch im Jahre 2012 zwei Atombomben hergestellt werden könnten, sofern sich Iran dazu entschließe.
Nach Angaben von Gary Samore, dem obersten Berater Präsident Barack Obamas für Atomwaffen, zitiert in der New York Times vom 20. August 2010, soll Iran noch mindestens ein Jahr vom Bau nuklearer Sprengköpfe entfernt sein.

### 2012
Nach Angaben von US-Verteidigungsminister Leon Panetta vom Januar 2012 könnte Iran binnen zwölf Monaten eine Atombombe bauen, weitere ein bis zwei Jahre würde es dauern, ein Trägersystem herzustellen, um die Waffe einzusetzen. Panetta nimmt weiterhin an, dass Iran noch keine Entscheidung zum Bau einer Bombe getroffen habe.
Nach Angaben des Leiters des israelischen Militärgeheimdienstes, Aviv Kochavi, vom Februar 2012 soll Iran über Uran für den Bau von vier Atombomben verfügen. „Die Geheimdienste der Welt seien sich mit Israel einig, dass der Iran 100 Kilogramm auf 20 Prozent angereichertes Uran besitze.“
Ende Januar erklärte James R. Clapper, Direktor aller 16 US-amerikanischen Geheimdienste, vor dem US-Senat, dass es keine handfesten Beweise gebe, dass Iran eine Atomwaffe baue, und dass aktuelle Berichte mit denen aus dem Jahr 2007 übereinstimmen würden, dass Iran sein Atomwaffenprogramm bereits mehrere Jahre zuvor aufgegeben habe. Die Möglichkeit zum Bau einer Atomwaffe sei aber nicht auszuschließen. Der CIA-Direktor David Petraeus, der bei der Anhörung ebenfalls anwesend war, bestätigte dies. Hochrangige US-Beamte hatten zuvor ähnliche Angaben gemacht.

## Resolutionen des UN-Sicherheitsrates
Der Sicherheitsrat der Vereinten Nationen hatte am 29. März 2006 durch seinen Präsidenten Iran aufgefordert, das Land müsse die Resolution der IAEO erfüllen.
- Mit der Resolution 1696 (2006)[260] wurden Iran völkerrechtlich bindende Anweisungen diesbezüglich gemacht. Nachdem Iran dieser Resolution nicht nachkam, verhängte das Gremium am 23. Dezember 2006 durch seine
- Resolution 1737 (2006) ein Embargo auf bestimmte Güter. Dabei handelte es sich um Material, Ausrüstungen, Dienstleistungen und sonstige Unterstützungen, die dem iranischen Atomprogramm dienen können. Aus dem Bericht des Generaldirektors der IAEO vom 22. Februar 2007 ging hervor, dass Iran auch weiterhin die Anordnungen der IAEO und der Resolutionen 1696 und 1737 nicht umgesetzt hatte. Deswegen erweiterte der Sicherheitsrat diese Sanktionen um eine Reihe von Institutionen und Privatpersonen und gab Iran sechzig Tage Zeit,
- die Resolution 1747 (2007) zu erfüllen. Alle diese Resolutionen wurden nach Kapitel VII der Charta der Vereinten Nationen verabschiedet und sind damit völkerrechtlich bindende und durchsetzbare Entscheidungen; die Verabschiedung erfolgte aber jeweils unter den Beschränkungen des Artikels 41 der UN-Charta, womit eine militärische Lösung zur Erfüllung der Resolutionen ausgeschlossen ist.[261]
- Die Resolution 1803 (2008)[262] vom 3. März 2008 bekräftigte die vorangegangenen Resolutionen und erweiterte die Sanktionen auf den Handel mit Gütern, die sowohl für den zivilen als auch militärischen Bereich Anwendung finden können.[263] Nach Angaben des amerikanischen UN-Botschafters Zalmay Khalilzad sei Iran auf der Suche nach Plänen für einen nuklearen Sprengkopf und nach Wegen zu dessen Miniaturisierung zum Einbau auf einer Atomrakete.[264]
- Die Resolution 1929 (2010)[265] vom 9. Juni 2010 verschärfte die Sanktionen gegen Iran. Mit 12 Stimmen – die Türkei und Brasilien stimmten dagegen, der Libanon enthielt sich – werden in drei Anhängen die Namen und Adressen von 40 Unternehmen und Forschungseinrichtungen genannt, deren Auslandskonten eingefroren und deren Investitionstätigkeiten im Ausland unterbunden werden sollen.[266] Künftig dürfen Panzer, Kampfhubschrauber, Kriegsschiffe und Raketensysteme nicht mehr an Iran verkauft werden. Schiffe mit Frachtgut für Iran können gestoppt und auf geschmuggelte Waffen und Waffentechnologien durchsucht werden.[267]

## Diplomatische und militärische Aspekte
Iran ist umgeben von Staaten, zu denen ein gespanntes bis feindliches Verhältnis besteht. Nicht nur das wahhabitische Saudi-Arabien, das 2018 ankündigte, sich im Falle einer nuklearen Bewaffnung Irans ebenfalls entsprechend zu bewaffnen, auch die arabischen Golfstaaten, Pakistan und Aserbaidschan sind zudem – mehr oder weniger – mit den USA verbündet. Das Nachbarland Türkei ist Mitglied der NATO. Zwar wurden zum Jahresende 2011 alle US-Soldaten aus dem Irak abgezogen, doch ist die politische Situation im Irak sehr brüchig und die Gefahr eines Bürgerkrieges besteht weiterhin. In Afghanistan waren bis 2021 US-Truppen stationiert; im Persischen Golf wurde ein bereits anwesender Flugzeugträgerverband durch den am 20. Februar 2007 eingetroffenen Flugzeugträger USS John C. Stennis verstärkt. Diesem – aus iranischer Sicht – Aufmarsch feindlicher Truppen an der Nord-, Süd-, Ost- und Westgrenze Irans kann die Islamische Republik nach Einschätzung zahlreicher Beobachter militärisch kaum etwas entgegensetzen, obgleich andere Experten massive Zweifel an der angeblich mangelhaften Wehrhaftigkeit Irans haben. Iran unterstützt im Zuge von Stellvertreterkriegen nichtstaatliche Akteure wie Hisbollah, Hamas, (angeblich; Iran bestreitet dies) die Huthis im Bürgerkrieg in Jemen sowie verschiedene Akteure im syrischen Bürgerkrieg. Auf der anderen Seite unterstützen Saudi-Arabien, die USA und Israel entsprechende Akteure der anderen Seite in diesen Konflikten, welche auch als Teil eines „nahöstlichen kalten Krieges“ bezeichnet werden.
Die iranische Regierung weist Verbindungen zwischen der Atomfrage und der Sicherheitslage von der Hand. Aus Angst vor der nuklearen Bewaffnung Irans gab es jedoch zu Beginn des 21. Jahrhunderts in arabischen Ländern Überlegungen, Atomprogramme zu starten. Die konvergierenden Interessen der (sunnitisch dominierten) Golfstaaten unter Führung Saudi-Arabiens und Israels an der Bekämpfung iranischer Expansion haben auch zu einem Ende der diplomatischen Isolation Israels im Nahen Osten geführt, und im Zuge der Abraham Accords Declaration wurden politische, diplomatische, wirtschaftliche und touristische Verbindungen zwischen Israel auf der einen und den VAE, Bahrain und Sudan auf der anderen Seite etabliert bzw. nach jahrelanger geheimer Zusammenarbeit offiziell gemacht. Zwar sind die Beziehungen Israels zu Saudi-Arabien immer noch inoffiziell, jedoch zeigen Gesten wie die Einräumung von Überflugrechten für El-Al-Flüge von Israel in die VAE das Wohlwollen der saudischen Regierung bzgl. dieser diplomatischen Neuordnung.
Auch die innenpolitische Lage des Regimes spielt eine Rolle, so führen die Sanktionen immer wieder zur Verschlechterung der wirtschaftlichen Lage. Im Gefolge der Präsidentschaftswahl in Iran 2009 kam es zu Massenprotesten, welche blutig niedergeschlagen wurden, jedoch seitdem immer wieder aufflammen. Aufgrund der hohen Geburtenrate nach dem Iran-Irak-Krieg ist das Durchschnittsalter der Bevölkerung verhältnismäßig niedrig, was im Zuge der Youth-Bulge-These zur Erklärung politischer Instabilität herangezogen wird. Iran ist außerdem ein Vielvölkerstaat mit verschiedenen Minderheiten auf eigenem Gebiet, welche in der Vergangenheit teilweise als fünfte Kolonne angesehen wurden, bzw. von ausländischen Mächten in Stellung gebracht wurden (zum Beispiel die arabische Minderheit in Chuzestan deren „Befreiung“ als Ziel Saddam Husseins im Ersten Golfkrieg ausgegeben wurde). Das Regime erhofft sich – so einige Analysten – von der „nuklearen Option“ außenpolitische „Unangreifbarkeit“ (Mutually Assured Destruction) und eskaliert außenpolitische Konflikte teilweise bewusst aus innenpolitischen Gründen in der Hoffnung auf einen Rally-’round-the-Flag-Effekt.

### Aktionen seitens USA und Israel

Militärstützpunkte in Iran

US-Präsident George W. Bush behielt sich im Zusammenhang mit dem iranischen Atomprogramm schon seit Januar 2005 einen Militärschlag gegen Iran dezidiert vor. Er werde „niemals irgendeine Option vom Tisch nehmen“, erklärte Bush seinerzeit und kritisierte die Informationspolitik Irans. Damals war von verschiedener Seite u. a. behauptet worden, amerikanische Spezialeinheiten hätten bereits rund drei Dutzend Ziele in Iran für mögliche Bomben- und Raketenangriffe ausgekundschaftet und US-Flugzeuge seien gezielt in den Luftraum Irans eingedrungen, um Abwehrstellungen über deren Radar ausfindig zu machen.
Am 12. Februar 2006 hatte der britische „Sunday Telegraph“ über detaillierte US-Pläne für einen Angriff auf Iran berichtet. Bei den Planungen zur Zerstörung der iranischen Atomanlagen gehe es um weit mehr als die „übliche Risikobewertung“, zitierte die Zeitung einen Berater des US-Verteidigungsministeriums. Logistik, Ziele und Bombenladungen würden bereits detailliert berechnet. Es handele sich um Pläne, die über die „Standardeinschätzung der militärischen Eventualitäten“ hinausgingen. Militärplaner des Central Command und des Strategic Command im Pentagon seien mit der Ausarbeitung beauftragt worden. Geplant seien massive Bombenangriffe aus der Luft und gleichzeitige seegestützte Raketenangriffe. Nicht vorgesehen sei eine Beteiligung von Alliierten. Weil sie eine Eskalation der Gewalt im Nahen Osten fürchte, stehe die britische Regierung einem Militärschlag gegen Iran dagegen sehr skeptisch gegenüber, berichtete die Zeitung seinerzeit weiter.
Ein Grund für die militärischen Aktionen ist, dass sich Israel durch mögliche iranische Atomwaffen bedroht fühlt. Dabei wird auch die NATO ins Spiel gebracht. Nach einem Bericht der „Sunday Times“ (London) vom 5. März 2006 operierten israelische Spezialeinheiten bereits in Iran; sie sollen demnach vor allem versteckte Anlagen für die Zielplanungen eines möglichen Angriffs aufklären.
Am 7. Januar 2007 berichtete die Sunday Times, dass die israelische Luftwaffe begonnen habe, die Zerstörung der iranischen unterirdischen Atomanlagen wie derjenigen in Natanz mit taktischen Atombomben zu üben. Der Bericht wurde umgehend von der israelischen Regierung dementiert. Am 20. Februar 2007 berichtet die BBC, dass der US-Notfallplan Angriffe mit bunkerbrechenden Bomben, die von B-2-Stealth-Bombern abgeworfen werden sollen, vorsieht, um die 25 m tief im Erdreich liegenden Hallen mit den Zentrifugen zu zerstören.
Einem Bericht der „New York Times“ zufolge hatte die israelische Luftwaffe Anfang Juni 2008 einen Angriff auf Iran, besonders die Bombardierung des iranischen Atomforschungszentrums Natanz, in einem Manöver geübt. Das Manöver unter dem Namen „Glorreicher Spartaner 08“ wurde auf der griechischen Insel Kreta abgehalten. Mehr als 100 Kampfflugzeuge vom Typ F-16 und F-15 sollten sich demnach auf einen weitreichenden Einsatz vorbereiten.
Nach einem Bericht der Militärzeitschrift Jane’s vom 27. August 2008 lehnten die USA den Antrag, moderne Tankflugzeuge von Typ KC-767 an Israel zu liefern, ab. Damit könnte ein möglicher israelischer Angriff auf das iranische Atomprogramm erschwert werden. Dagegen unterzeichnete am 5. August der Chef der U.S. Missile Defense Agency, Henry Obering, einen Vertrag mit Israel, der das gemeinsame Projekt „David’s Sling“ (Davids Schleuder) bis 2015[veraltet] absichert. Es handelt sich hierbei um ein Abwehrsystem, das gleichermaßen gegen Langstrecken-Raketen und Marschflugkörper funktionieren soll. Beteiligt sind Raytheon (USA) und Rafael (Israel). Damit solle Israel der bestmögliche Schutz gegen iranische Angriffswaffen zugesichert werden.
Eine detaillierte Expertise des Center for Strategie & International Studies vom 14. März 2009 beschreibt drei Angriffsszenarien mittels 80 Flugzeugen des Typs F-16 und F-15 oder 42 Raketen des Typs Jericho-3 auf die Anlagen von Isfahan, Natanz und Arak. In Israel und in den USA wurde bis 2012 ein Militärschlag gegen iranische Atomanlagen diskutiert.

### Iranische Reaktionen

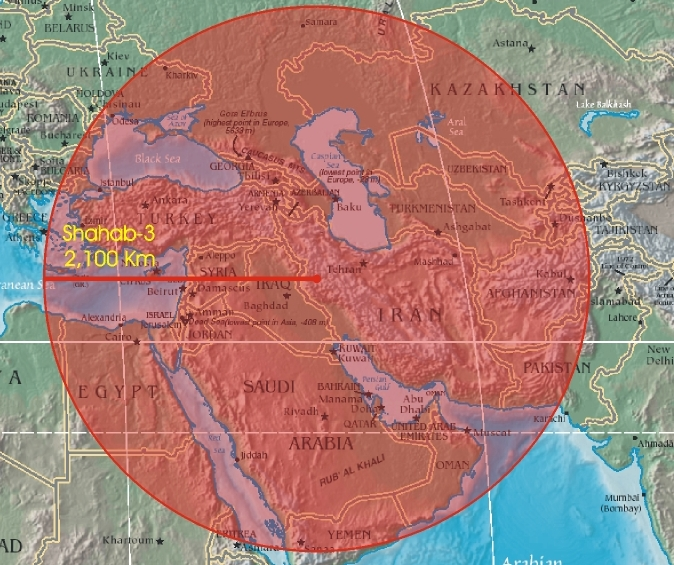
Reichweite der iranischen Mittelstreckenrakete Shahab 3

Von Russland erwarb Iran Mitte Januar 2006 für 700 Millionen Dollar 29 moderne Tor-M1-Mittelstrecken-Flugabwehrraketensysteme zur Bekämpfung von Kampfflugzeugen und Lenkwaffen, nachdem ein Kauf der Langstreckensysteme S-300PMU-2 nach US-Protesten abgesagt wurde.
Am 9. Juli 2008 berichtete der iranische TV-Sender al-Alam über verschiedene Raketenstarts mit einer Reihe spektakulärer Fotos, die sich im Nachhinein, was die Anzahl der startenden Raketen angeht, als digitale Fälschung herausstellte. Im Mittelpunkt des iranischen Raketenprogramms steht die Shahab 3, eine weiterentwickelte nordkoreanische Mittelstreckenrakete, die sowohl militärisch als auch in der erweiterten Version (Safir) für die iranische Weltraumorganisation Verwendung findet.
Am 28. Juni 2008 erklärte der Chef der Iranischen Revolutionsgarden, Mohammad Ali Dschafari, gegenüber örtlichen Medien, u. a. der Zeitung Jam-e Jam (persisch جام جم Dschām-e Dscham), dass Iran einen Luftangriff mit einem Vergeltungsschlag beantworten würde. Wörtlich: „Das zionistische Regime wird es mit unseren Streitkräften und unserer Fähigkeit nicht aufnehmen können.“ Zugleich drohte der Chef der Revolutionsgarden mit einer Blockade der für Ölexporte aus der Golfregion wichtigen Passage durch den Persischen Golf und die Straße von Hormus.
Ein US-amerikanisches Kampfflugzeug schoss am 25. Februar 2009 über irakischem Gebiet eine iranische Drohne ab. Die iranische Herstellerfirma Farnas Aerospace Company kündigte kurze Zeit danach die mögliche Serienfertigung der Drohnen an. Am 22. August 2010 wurde ein Drohnentyp der Öffentlichkeit vorgestellt.